# أندرانيك
أندرانيك أوزانيان المعروف باسم أندرانيك  (بالأرمنية: Անդրանիկ)؛ 25 فبراير (1865 - 31 أغسطس 1927) كان قائدًا عسكريًا ورجل دولة أرمني، أشهر الفيداي وشخصية بارزة في حركة التحرر الوطني الأرمنية.من أواخر القرن التاسع عشر إلى أوائل القرن العشرين، كانَ أحد القادة الأرمينيين الرئيسيين لِلجهود العسكرية من أجل استقلال أرمينيا.
بدأ نشاطه في صراع مُسلح ضِد الحكومة العثمانية والقوات غَير النظامية الكُردية في أواخر ثمانينيات القرن التاسع عشر. انضم أندرانيك إلى حزب الاتحاد الثوري الأرمني (Dashnaktustyun)، وسعى إلى جانب الفيداي (الميليشيات) الأخرى للدفاع عن الفلاحين الأرمن الذين يعيشون في موطن أجدادهم، وهي منطقة تعرف باسم أرمينيا الغربية (أو التركية)، في ذلك الوقت من العهد العثماني. توقفت أنشطته الثورية وغادر الإمبراطورية العثمانية بعد الانتفاضة الفاشلة في ساسون في عام 1904. وفي عام 1907، غادر أندرانيك داشناكتوستيون؛ لأنه رفض تعاونه مع الأتراك الشباب، وهو حزب ارتكب الإبادة الجماعية للأرمن بعد سنوات. بين عام 1912 وعام 1913 قاد أندرانيك مئات من المتطوعين الأرمن في الجيش البلغاري ضد العثمانيين خلال حرب البلقان الأولى.
في المراحل المبكرة من الحرب العالمية الأولى، قاد أندرانيك كتيبة التطوع الأرمنية الأولى ضمن الجيش الإمبراطوري الروسي الذي كان ضد الإمبراطورية العثمانية، واستولى في وقت لاحق على جزء كبير من الوطن الأرمني التقليدي. بعد ثورة عام 1917، تراجع الجيش الروسي وترك عدد من القوات غير النظامية الأرمنية عند الأتراك. قاد أندرانيك الدفاع عن أرضروم في أوائل عام 1918، لكنه اضطر للتراجع شرقاً. وبحلول مايو 1918، وقفت القوات التركية بالقرب من يريفان - عاصمة أرمينيا المستقبلية - وتم إيقافها في معركة سارداراباد. أعلن المجلس الوطني الأرمني الذي يهيمن عليه الطاشناق استقلال أرمينيا ووقع معاهدة باطومي مع الإمبراطورية العثمانية، وتخلت أرمينيا عن حقوقها في أرمينيا الغربية. لم يقبل أندرانيك أبداً وجود جمهورية أرمينيا الأولى؛ لأنها لم تتضمن سوى جزء صغير من المنطقة التي كان يأمل العديد من الأرمن في استقلالها. قاتل أندرانيك بشكل مستقل عن جمهورية أرمينيا، في محافظة سيونيك ضد الجيوش الأذربيجانية والتركية ما ساعد في إبقائه داخل أرمينيا.
غادر أندرانيك أرمينيا في عام 1919؛ بسبب خلافات مع الحكومة الأرمينية وأمضى سنواته الأخيرة من حياته في أوروبا والولايات المتحدة التي تبحث عن الإغاثة للاجئين الأرمن. استقر في فريسنو (كاليفورنيا) في عام 1922، وتوفي بعد ذلك بخمس سنوات في عام 1927. كان أندرانيك محط إعجاب كبير كبطل قومي من الأرمن. وتم نصب العديد من التماثيل له في العديد من البلدان. سميت الشوارع والميادين باسم أندرانيك، وقد كتب عنه الأغاني والقصائد والروايات، مما جعله شخصية أسطورية في الثقافة الأرمنية.

## حياتُه

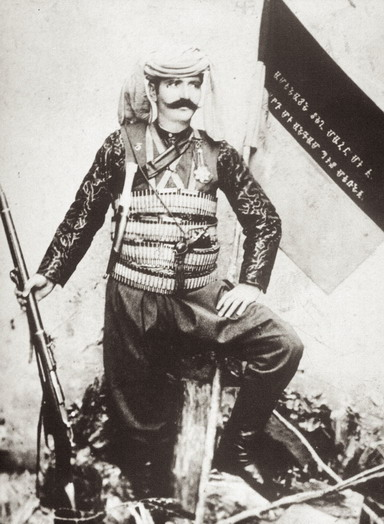
صورة غير مؤرخة لأندرانيك يَحمل بندقية. والنص الذي تم نشره في الخلفية هو من قصيدة "أغنية الفتاة الإيطالية" التي كتبها ميكائيل نالبانديان، والتي أصبحت النشيد الوطني الأرمني في عام 1918. المقطع الأخير: "الموت هو نفسه في كل مكان/ يموت الرجل ولكن مرة واحدة/ طوبى لمن يموت/ من أجل حرية أمته.

ولد أندرانيك أوزانيان في 25 فبراير 1865، بـشبين قره‌ حصار في ولاية سيواس، أندرانيك يعني «البكر» باللغة الأرمنية. جاء أسلافه من قرية أوزان القريبة في أوائل القرن الثامن عشر واستقروا في شابين كاراهيسار لتجنب الاضطهاد من الأتراك.أخذ أسلافه لقب أوزانيان تكريماً لموطنهم. توفيت والدة أندرانيك عندما كان عمره سنة واحدة وأخذته شقيقته الكبرى نازلي لتهتم به. ذهب أندرانيك إلى مدرسة موشيغيان المحلية من 1875 إلى 1882 وبعد ذلك عمل في متجر نجارة والده.تزوج في سن 17 عام، ولكن زوجته ماتت بعد عام واحد أثناء الولادة، وتوفي المولود أيضاً بعد أيام من الولادة.
تدهور وضع الأرمن في الإمبراطورية العثمانية في عهد عبد الحميد الثاني، الذي سعى لتوحيد جميع المسلمين تحت حُكمه. في عام 1882، ألقي القبض على أندرانيك؛ لاعتدائه على أحد رجال الدرك الأتراك بسبب إساءة معاملة الأرمن. بمساعدة أصدقائه هرب من السجن. استقر في العاصمة العثمانية القسطنطينية في عام 1884 وبقي هناك حتى عام 1886، حيث كان يعمل نجاراً.بدأ أنشطته الثورية في عام 1888 في مقاطعة سيفاس. انضم أندرانيك إلى حزب الهنشاك في عام 1891.تم القبض عليه في عام 1892 لمشاركته في اغتيال قائد شرطة القسطنطينية يوسوب محمد باي - المعروف بمناهضته للأرمن - في 9 فبراير. هرب أندرانيك من السجن مرة أخرى.في عام 1892، انضم إلى الاتحاد الثوري الأرمني الذي تم إنشاؤه حديثاً (ARF أوDashnaktsutyun).  خلال المجازر الحميدية، دافع أندرانيك مع فدائيين آخرين عن القرى الأرمنية في موش وساسون من هجمات الأتراك ووحدات الحميدية الكردية.المجازر التي وقعت بين 1894 و1896 وسميت باسم السلطان عبد الحميد الثاني، قتل ما بين 80,000 و300,000 شخص.
في عام 1897، ذهب أندرانيك إلى تبليسي - أكبر مدينة في القوقاز ومركزًا رئيسيًا للثقافة الأرمنية في ذلك الوقت - حيث كان مقر المنتدى ARF.  عاد أندرانيك إلى أرمينيا التركية «الموكلة بسلطات واسعة، وبموارد كبيرة من الأسلحة» للفدائيين.انضم إليه عشرات الأرمن الروس، الذين ذهب معهم إلى منطقة موش-ساسون حيث كان أغبور سيروب يعمل.وكانت قوات سيروب قد أنشأت مناطق أرمنية شبه مستقلة بطرد ممثلي الحكومة العثمانية.

## قائد الفدائي

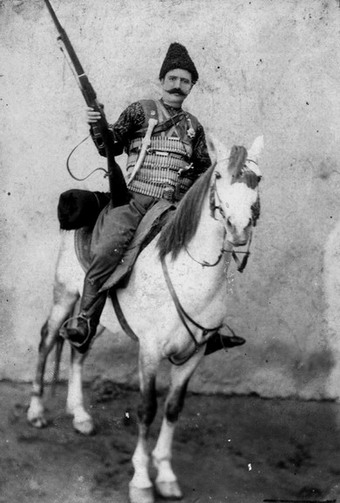
أندرانيك على حصانه، في أوائل عام 1900

قُتل أغبيور سيروب الزعيم الرئيسي للفدائي في تسعينات القرن التاسع عشر، في عام 1899 على يد زعيم كردي «بشار خليل باي».بعد عدة أشهر، ارتكب بك المزيد من الفظائع ضد الأرمن من خلال قتل كاهن، شابين و 25 امرأة وأطفال في قرية تالفوريك في ساسون.استبدل أندرانيك سيروب كرئيس للقوات الأرمنية غير النظامية «مع 38 قرية تحت قيادته» في منطقة موش-ساسون في غرب أرمينيا، حيث عاش «فلاحون أرمن شبه مستقلون».سعى أندرانيك لقتل بك. قبض على رأس الزعيم وبحسب ما ورد أنه أخذ الميدالية المعطاة إلى باي من السلطان عبد الحميد الثاني.وبذلك حصل أندرانيك على سلطة غير متنازع عليها.

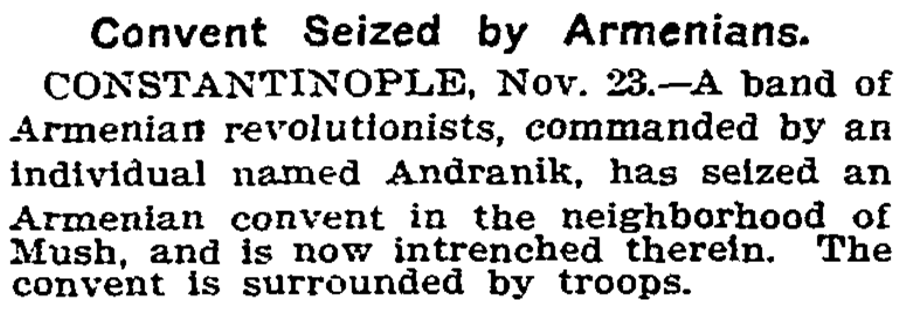
نيويورك تايمز تقرير عن المعركة

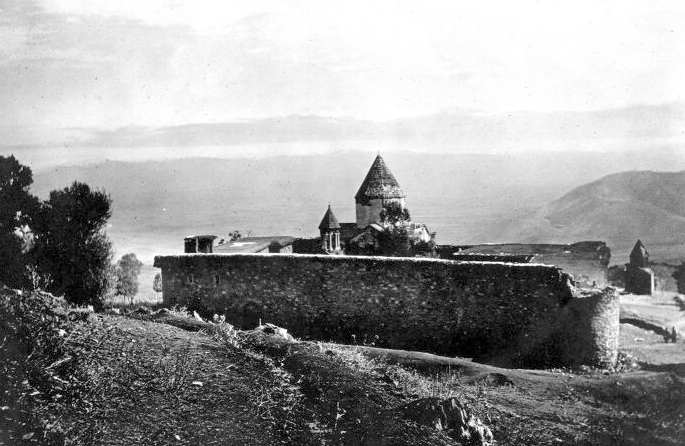
دير الرسل المقدس في موش

على الرّغم من أن مَجموعات صغيرة من الفدائيين الأرمينيين قامت بنضال مسلح ضد الدولة العثمانية والقبائل الكردية، إلا أن الوضع في أرمينيا الغربية تدهور حيث أن القوى الأوروبية كانت غير مبالية بالقضية الأرمنية. نصت المادة 61 من معاهدة برلين لعام 1878 على أن الحكومة العثمانية «تنفذ، دون مزيد من التأخير، التحسينات والإصلاحات التي تتطلبها المتطلبات المحلية في المقاطعات التي يسكنها الأرمن، وضمان أمنها ضد الشركس والأكراد». وفقاً لكريستوفر ووكر فإن اهتمام القوى الأوروبية كان على مقدونيا، في حين كانت روسيا «في حالة مزاجية لإعادة تنشيط المسألة الأرمنية».

### معركة دير الرسل المقدس
في نوفمبر 1901 اشتبك الفدائي مع القوات العثمانية في ما أصبح يعرف فيما بعد بمعركة دير الرسل المقدسة. واحدة من أشهر الحلقات الثورية التي قام بها أندرانيك، كانت محاولة من الحكومة العثمانية لقمع أنشطته. منذ أن اكتسب أندرانيك مزيدًا من النفوذ على المنطقة، تم إرسال أكثر من 5000 جندي تركي بعده. حيث طارد الأتراك وأحكموا السيطرة عليه ورجاله في النهاية، الذين يبلغ عددهم حوالي 50، في دير أراكلوتس (الرسل المقدس) في أوائل نوفمبر. وحاصر فوج تحت قيادة فيرخ باشا وعلي باشا الدير الذي يشبه الحصن. طلب الجنرالات الأتراك الذين يقودون الجيش التفاوض على استسلامهم.
بعد أسابيع من المقاومة والمفاوضات - شارك فيها رجال دين أرمن وقادة موش والقناصل الأجانب - غادر أندرانيك ومرافقيه الدير وفروا في مجموعات صغيرة. ووفقًا ليون تروتسكي، فإن أندرانيك -الذي ارتدى زيًا ضابطًا تركيًا- «ذهب إلى جولات الحارس بأكمله، وتحدث إليهم باللغة التركية الممتازة»، و «في الوقت نفسه أظهر الطريق إلى رجاله».بعد اختراق حصار الدير، اكتسب أندرانيك مكانة أسطورية بين الأرمن في الأقاليم.أصبح شائعاً جداً حتى جاء الرجال الذين قادهم ليشيروا إليه دائماً باسمه الأول. عمد أندرانيك إلى جذب انتباه القناصل الأجانب في موش إلى محنة الفلاحين الأرمن وإلى توفير الأمل للأرمن المضطهدين في المقاطعات الشرقية. وحسب تروتسكي فإن «التفكير السياسي لأندرانيك اتخذ شكلًا في إطار النشاط الكربونيري والمؤامرة الدبلوماسية.»

### انتفاضة ساسون عام 1904 ونزوحها
في عام 1903، طالب أندرانيك الحكومة العثمانية بوقف مضايقة الأرمن وتنفيذ الإصلاحات في المقاطعات الأرمنية. كان معظم الفدائيين يتركزون في منطقة ساسون الجبلية، وهي منطقة تبلغ مساحتها حوالي 12,000 كيلومتر مربع (4,600 ميل مربع) بأغلبية ساحقة من الأرمن- 1,769 من الأسر الأرمينية و155 من الأسر الكردية- التي تعتبر تقليدياً منطقة عملها الرئيسية. 12,000 كـم2 (4,600 ميل2) كانت المنطقة في «حالة من الاضطراب الثوري»؛ لأن الأرمنيين المحليين رفضوا دفع الضرائب خلال السنوات السبع الماضية.عقد أندرانيك وعشرات من الفدائيين الآخرين - بمن فيهم هيراير وسيبوه - اجتماعًا في قرية جيليجوزان في الربع الثالث من عام 1903 لإدارة الدفاع المستقبلي عن القرى الأرمنية من الهجمات التركية والكردية المحتملة. اقترح أندرانيك انتفاضة واسعة النطاق لأرمن تارون وفازبوراكان؛ عارض هراير وجهة نظره واقترح ثورة محلية صغيرة في ساسون؛ لأن القوات الأرمنية غير النظامية تفتقر إلى الموارد. وفي النهاية وافق اجتماع الفدائي على اقتراح هراير. تم اختيار أندرانيك ليكون القائد الرئيسي للانتفاضة.

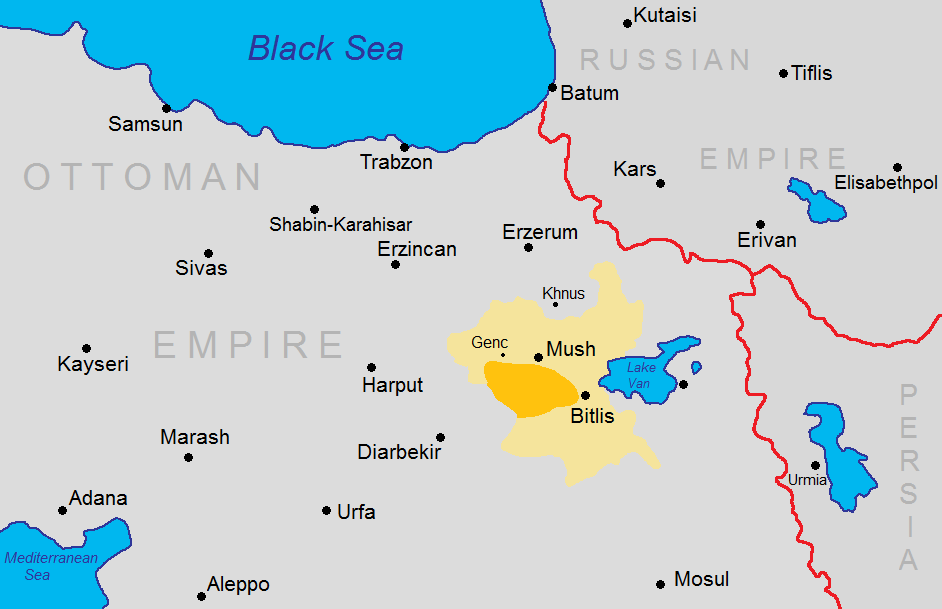
موقع انتفاضة ساسون "(البرتقالي)" و بيتليس فيلاايت «(أصفر)».

وقعت أول اشتباكات في يناير 1904 بين الفدائيين والأكراد غير النظاميين المدعومين من الحكومة العثمانية. بدأ الهجوم التركي في أوائل أبريل مع ما يقدر بنحو 10,000 إلى 20,000 جندي و7,000 من القوات المسلحة غير النظامية وضعت ضد 100 إلى 200 من الفدرالي الأرمني و700 إلى 1,000 من الرجال الأرمن المحليين.وقد قُتل «هراير» أثناء القتال العنيف؛ نجا أندرانيك واستأنف القتال.  قُتل ما بين 7000 و 10,000 مدني أرمني خلال شهرين من الانتفاضة، في حين تشرد حوالي 9,000 شخص.تم إجبار حوالي 4,000 من القرويين في ساسون على الخروج إلى المنفى بعد الانتفاضة.
بعد أسابيع من القتال وقصف المدفعية للقرى الأرمينية،قمعت القوات العثمانية والقوات المسلحة الكردية الانتفاضة بحلول مايو 1904؛ تفوقوا على القوات الأرمنية عدة مرات.وقعت اشتباكات طفيفة بعد ذلك.وطبقاً لكريستوفر ووكر فإن الفدائيين "اقتربوا من تنظيم انتفاضة وهز السلطة العثمانية في أرمينيا"، لكن "حتى ذلك الحين كان من غير المعقول أن تخسر الإمبراطورية أياً من أراضيها؛ لأن فكرة التدخل كانت بعيدة عن روسيا".".كتب تروتسكي أن الاهتمام الدولي كان في الحرب الروسية اليابانية وأن الانتفاضة لم يلاحظها الكثيرون من قبل القوى الأوروبية وروسيا.
في يوليو وأغسطس 1904، وصل أندرانيك وفيدايه إلى بحيرة وان وجزيرة أغتمار مع السفن الشراعية. هربوا إلى بلاد فارس عبر وان في سبتمبر 1904،«ولم يبقوا سوى ذاكرة بطولية.» يذكر تروتسكي أنهم أجبروا على مغادرة أرمينيا التركية لتجنب المزيد من القتل للأرمن ولتخفيف التوترات، بينما كتب تشاتور أغايان أن أندرانيك غادر الإمبراطورية العثمانية؛ لأنه سعى «لجمع موارد جديدة وإيجاد برامج عملية» للنضال الأرمني.

## الهجرة والصراع مع حزب الطاشناق

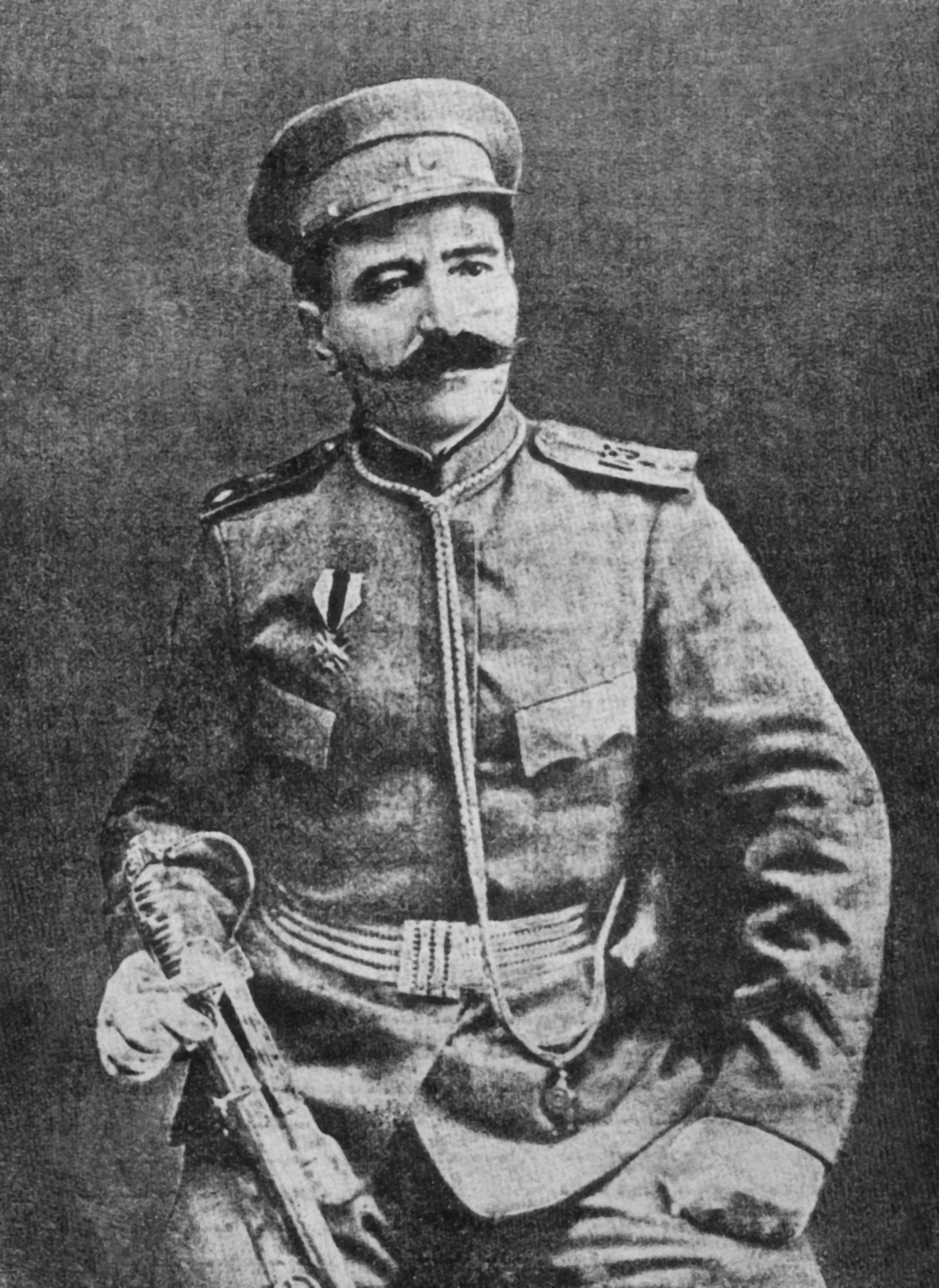
أندرانيك في الجيش البلغاري عام 1913

انتقل أندرانيك من بلاد فارس إلى القوقاز،حيث التقى بالقادة الأرمن في باكو وتيفليس. ثم غادر روسيا وسافر إلى أوروبا، حيث كان منخرطًا في الدفاع عن التحرر الوطني للأرمن. في عام 1906 في جنيف، نشر كتاباً عن التكتيكات العسكرية. كان معظم العمل يتعلق بأنشطته والإستراتيجيات التي استخدمها خلال انتفاضة ساسون عام 1904.
في فبراير-مارس 1907، ذهب أندرانيك إلى فيينا للمشاركة في مؤتمر حزب الطاشناق الرابع. وقد ناقش المنتدى الإقليمي لآسيا والمحيط الهادي، الذي كان يرتبط بالجماعات السياسية التركية المهاجرة في أوروبا منذ عام 1902، المفاوضات مع الأتراك الشبان - الذين قاموا في وقت لاحق بتنفيذ الإبادة الجماعية للأرمن - للإطاحة بالسلطان عبد الحميد الثاني. أدان أندرانيك بشدة هذا التعاون وترك الحزب.في عام 1908، طلب حزب الطاشناق من أندرانيك الانتقال إلى القسطنطينية وترشيحه في انتخابات البرلمان العثماني، لكنه رفض العرض قائلاً «لا أريد أن أجلس هناك وأن لا أفعل شيئًا».ونأى أندرانيك بنفسه عن الشؤون السياسية والعسكرية النشطة لعدة سنوات.

### حرب البلقان الأولى

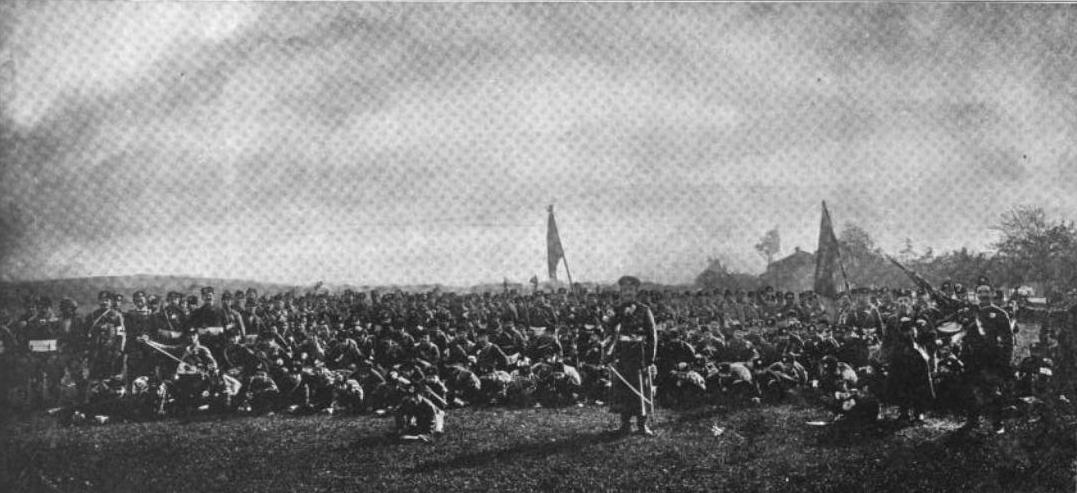
المتطوعون الأرمنيين بقيادة أندرانيك خلال حرب البلقان

في عام 1907 استقر أندرانيك في صوفيا، حيث التقى قادة المنظمة الثورية المقدونية الداخلية - بما في ذلك الثوري بوريس سارافوف - وتعهد الاثنان بالعمل المشترك من أجل الشعوب المضطهدة في أرمينيا ومقدونيا.خلال حرب البلقان الأولى (1912-1913)، قاد أندرانيك سرية تضم 230 متطوعًا أرمينيًا - جزءًا من فيلق المقدونيين المتطوعين في ألكسندار بروتوجروف ضمن الجيش البلغاري - ضد الإمبراطورية العثمانية.شارك القيادة مع جارجين نجده.على الجانب الآخر، قاتل حوالي 8,000 أرمني من أجل الدولة العثمانية. أعطيت أندرانيك رتبة ملازم أول من قبل الحكومة البلغارية. ميز نفسه في العديد من المعارك، بما في ذلك في معركة مرحملي، عندما ساعد البلغار في القبض على القائد التركي يافر باشا. تم تكريم أندرانيك بأمر الشجاعة من قبل الجنرال بروتوجروف في عام 1913. ومع ذلك، قام أندرانيك بحل رجاله في مايو 1913، وتوقع الحرب بين بلغاريا وصربيا «تقاعد إلى قرية قرب فارنا، وعاش كمزارع حتى أغسطس 1914».

## الحرب العالمية الأولى

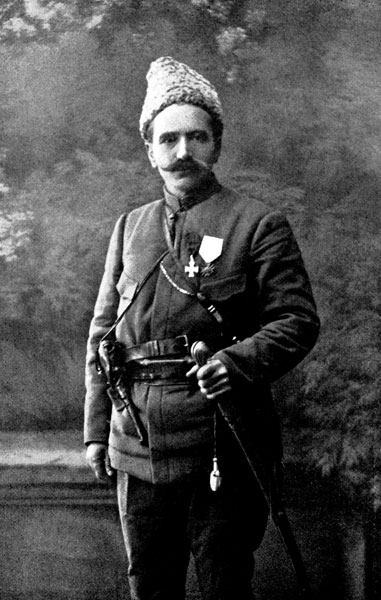
أندرانيك كقائد لكتيبة التطوع الأرمنية الأولى

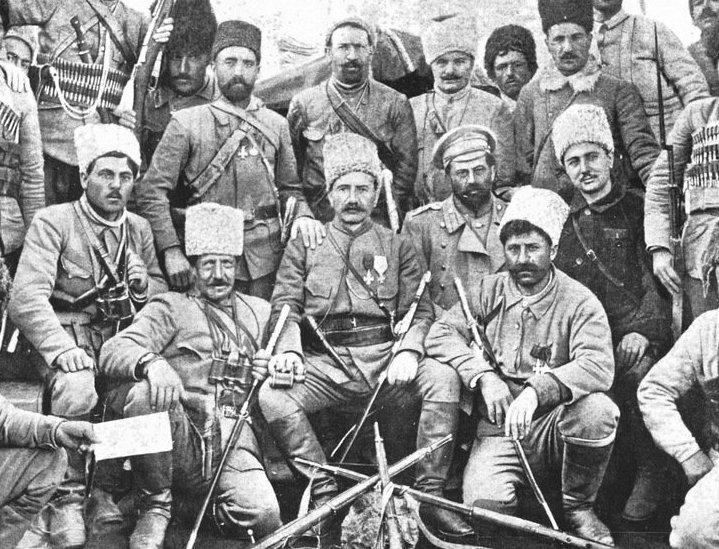
أندرانيك مع رجاله خلال الحرب العالمية الأولى

مع اندلاع الحرب العالمية الأولى في يوليو 1914 بين روسيا وفرنسا وبريطانيا من جهة وألمانيا والإمبراطورية العثمانية والنمسا من ناحية أخرى، غادر أندرانيك بلغاريا إلى روسيا.تم تعيينه قائد كتيبة التطوع الأرمنية الأولى من قبل الحكومة الروسية. من نوفمبر 1914 إلى أغسطس 1915، شارك في حملة القوقاز كقائد أول للكتيبة الأرمنية المكونة من حوالي 1,200 متطوع داخل الجيش الإمبراطوري الروسي. كتيبة أندرانيك برزت بشكل خاص في معركة دلمان في أبريل 1915.بفعل الانتصار في ديلمان، أوقفت القوات الروسية والأرمنية بقيادة الجنرال نزاربيكي الأتراك من غزو القوقاز عبر أذربيجان الإيرانية.
خلال عام 1915، كانت الإبادة الجماعية للأرمن جارية في الإمبراطورية العثمانية.وبحلول نهاية الحرب، كان جميع الأرمن الذين يعيشون في وطن أجدادهم إما قد قُتلوا أو أرغموا على مغادرة المنفى من قبل الحكومة العثمانية. قُتل ما يقدر بـ 1.5 مليون أرمني في هذه العملية، منهينًا ألفي عام من الوجود الأرمني في أرمينيا الغربية. المقاومة الرئيسية الوحيدة للفظائع التركية وقعت في وان. حاصر الجيش التركي المدينة لكن الأرمن المحليين تحت قيادة أرام مانوكيان تم ابقائهم حتى وصل المتطوعون الأرمن إلى وان، مما أرغم الأتراك على التراجع.دخل أندرانيك مع وحدته فان في 19 مايو 1915.بعد ذلك، ساعد أندرانيك الجيش الروسي في السيطرة على شاتاخ وموك وتاتفان على الشاطئ الجنوبي لبحيرة وان.خلال صيف عام 1915، تفككت الوحدات التطوعية الأرمينية وذهب أندرانيك إلى تفليس لتجنيد المزيد من المتطوعين واستمر القتال من نوفمبر 1915 حتى مارس 1916. بدعم من أندرانيك، تم السيطرة على مدينة موش من قبل الروس في فبراير 1916. تقديراً للملازم العام تيودور تشيرنوزوبوف، ارتبط نجاح الجيش الروسي في العديد من المواقع بشكل كبير مع قتال الكتيبة الأرمنية الأولى برئاسة أندرانيك. وأشاد شيرنوزوبوف بأندرانيك كرئيس شجاع وخبير، يفهم جيداً الوضع القتالي. وصفه تشيرنوزوبوف بأنه دائماً على رأس الميليشيا، ويتمتع بمكانة كبيرة بين المتطوعين.
تغير الوضع بشكل جذري في عام 1916 عندما أمرت الحكومة الروسية بتسريح وحدات التطوع الأرمينية وحظرت أي نشاط مدني أرمني. استقال أندرانيك كقائد أول كتيبة أرمنية. على الرغم من الوعود الروسية السابقة، كانت خطتهم للمنطقة هي جعل أرمينيا الغربية جزءًا لا يتجزأ من روسيا و «ربما يعيدها الفلاحون الروس والقوزاق». كتب ريتشارد هوفانيسيان أن «الجيوش الروسية كانت تحت سيطرة قوية على معظم الهضبة الأرمينية بحلول صيف عام 1916، ولم يعد هناك أي حاجة لإنفاق اللطف على الأرمن».وفقاً لشاتور أغايان، استخدمت روسيا المتطوعين الأرمن لمصالحها الخاصة. ترك أندرانيك وغيره من المتطوعين الأرمن، الذين خاب أملهم من السياسة الروسية، حيث كانت الجبهة في يوليو 1916.

### الثورة الروسية وعودة الاحتلال التركي

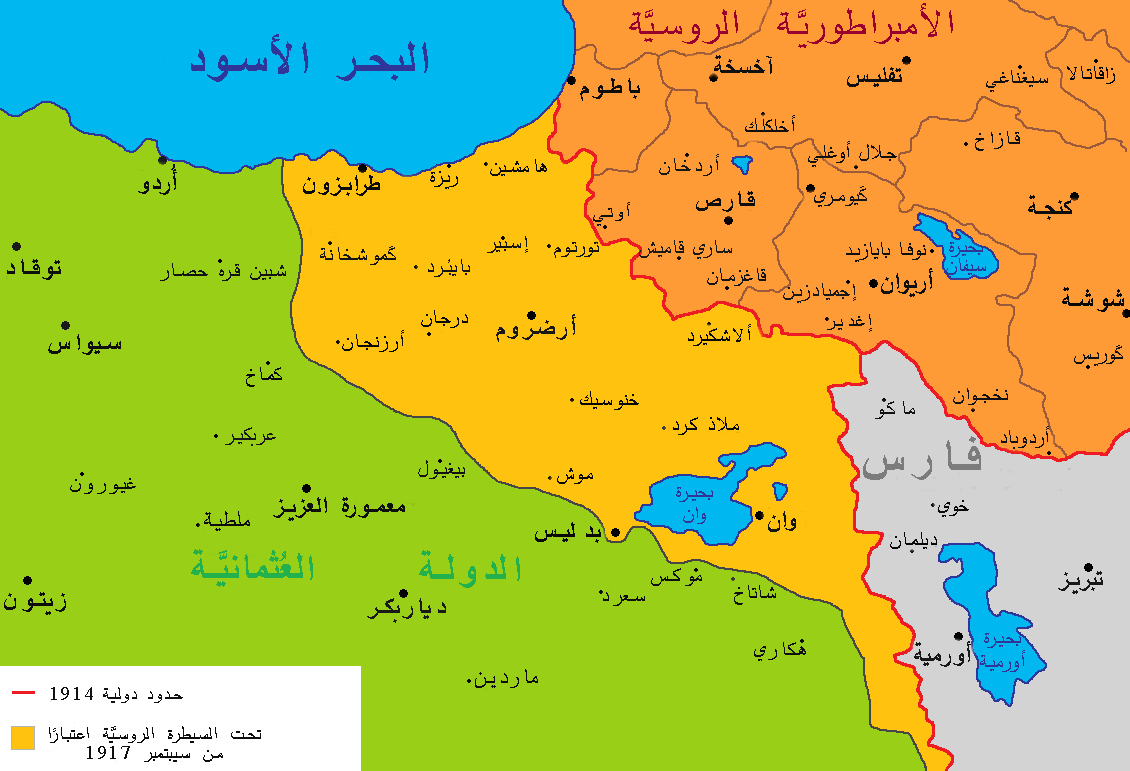
الاحتلال الروسي لأرمينيا التركية خلال الحرب العالمية الأولى، سبتمبر 1917.

الجنرال أندرانيك أوزانيان، يرتدي الزي الرسمي والميداليات مع قبعة باباخة

أعيد احتلال المنطقة من قبل الأتراك بين فبراير وأبريل 1918. تم قبول ثورة فبراير بشكل إيجابي من قبل الأرمن؛ لأنها أنهت الحكم الاستبدادي لنيقولا الثاني إمبراطور روسيا.تم تعيين لجنة القوقاز الخاصة المعروفة باسم (OZAKOM) حتى في جنوب القوقاز من قبل الحكومة الروسية المؤقتة. في نيسان 1917، بدأ أندرانيك نشر صحيفة هياستان (أرمينيا) في تفليس. أصبح فاهان توتوفينتس رئيس تحرير هذه الجريدة العثمانية الأرمنية غير الحزبية.حتى ديسمبر كانون الاول عام 1917، ظل أندرانيك في جنوب القوقاز حيث سعى لمساعدة اللاجئين الأرمن من الإمبراطورية العثمانية في بحثهم عن الاحتياجات الأساسية.وضع المرسوم الحكومي المؤقت الصادر في 9 مايو 1917 أرمينيا التركية تحت الإدارة المدنية، حيث كان الأرمن يشغلون مناصب رئيسية. بدأ حوالي 150 ألف أرمني محلي في إعادة بناء أرمينيا التركية المدمرة. لكن وحدات الجيش الروسي تفككت بشكل تدريجي، وهجر العديد من الجنود وعادوا إلى روسيا.
بعد ثورة أكتوبر 1917، تصاعد التراجع الفوضوي للقوات الروسية من أرمينيا الغربية. وقعت روسيا البلشفية والإمبراطورية العثمانية على هدنة إرزينجان في 5 ديسمبر 1917، منهيا الأعمال العدائية. اعترفت الحكومة الروسية السوفياتية رسمياً بحق تقرير المصير للأرمن العثمانيين في يناير 1918، ولكن في 3 مارس 1918، وقعت روسيا على معاهدة بريست ليتوفسك مع دول المركز، بالتنازل عن أرمينيا الغربية ومناطق واسعة في أوروبا الشرقية للتركيز قواتها ضد البيض في الحرب الأهلية الروسية.
في ديسمبر 1917، بسبب الانقسامات الروسية التي هجرت المنطقة بشكل جماعي، سمحت القيادة الروسية بتشكيل فيلق الجيش الأرمني في إطار مفوضية ما وراء القوقاز. تحت قيادة الجنرال نزاربيكيان، تم وضع الفيلق في الخط الأمامي من فان إلى إرزينجان - وهي مدينة تضم حوالي 20 ألف شخص. اثنان من الفرق الثلاثة في الفيلق كانا مؤلفين من الأرمن الروس، في حين أن أندرانيك كان يقود الفرقة الأرمنية (الغربية) الأرمنية. قامت القوات الجورجية بدوريات في المنطقة الواقعة بين أرزينجان والبحر الأسود. يقول الهوفانيسيان أن «عدة آلاف من الرجال فقط هم الذين دافعوا الآن عن جبهة 300 ميل كانت مضمونة سابقاً من قبل نصف مليون من النظاميين الروس».منذ ديسمبر 1917، قاد أندرانيك القوات الأرمينية في أرضروم. في يناير 1918، تم تعيينه قائداً للقسم الأرمني الغربي لفيلق الجيش الأرمني، وحصل على رتبة لواء في قيادة جبهة القوقاز. لم يتمكن أندرانيك من الدفاع عن أرضروم لفترة طويلة واستولى الأتراك على المدينة في 12 مارس 1918، مما أرغم الأرمن على الإخلاء.
بينما كان الوفد عبر القوقاز والأتراك يعقدون مؤتمرا في تريبزوند، خلال مارس وأبريل، "القوات التركية" اجتاحت المؤسسة المؤقتة للحكم الأرمني في أرمينيا التركية؛ مما أدى إلى إخماد الأمل الذي أثير مؤخراً". كتب هوفانيسيان: "المعركة على أرمينيا التركية سرعان ما تم البت فيها؛ النضال من أجل أرمينيا الروسية أصبح الآن في متناول اليد".بعد أن استولى الأتراك على أرضروم أكبر مدينة في أرمينيا التركية، تراجع أندرانيك عبر قارص، مر عبر ألكسندروبول وغيومري، ووصل إلى دسيج بحلول 18 مايو. بحلول أوائل أبريل 1918، وصلت القوات التركية إلى الحدود الدولية قبل الحرب. لم يتمكن أندرانيك ووحدته في دسيه من المشاركة في معارك سارداراباد وأباران وكاراكليسا.

## جمهورية أرمينيا الأولى

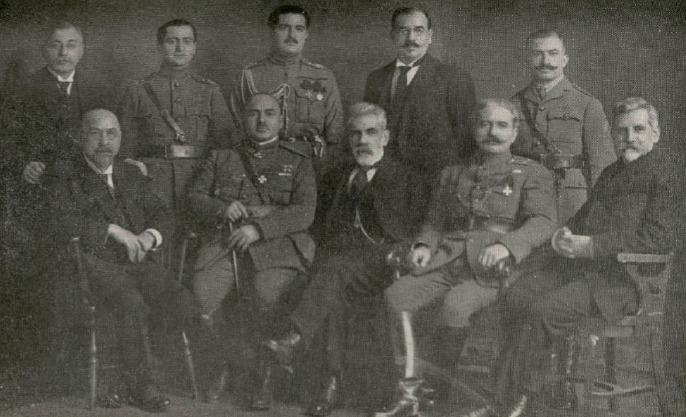
وفد جمهورية أرمينيا إلى الولايات المتحدة. أندرانيك الثاني (أسفل جهة اليمين).

منذ أن تم إيقاف القوات العثمانية فعلياً في سردار أباد، أعلن المجلس الوطني الأرمني استقلال الأراضي الروسية الأرمينية في 28 مايو 1918. أدان أندرانيك هذه الخطوة وندد بالاتحاد الثوري الأرمني.غاضبا مع الطاشناق، فضل علاقات جيدة مع روسيا البلشفية بدلاً من ذلك.رفض أندرانيك الاعتراف بجمهورية أرمينيا لأنه وفقاً لمعاهدة باطومي، «كانت مقاطعة متربة فقط دون أرمينيا التركية التي كان إنقاذ الأرمن فيها لمدة 40 عامًا». في أوائل يونيو، غادر أندرانيك من ديليجان. مع الآلاف من اللاجئين؛ سافروا عبر ييلنوفكا ولا بايعازيت ومحافظة وايوتس‌جور إلى ناخيشيفان في 17 يونيو. ثم حاول مساعدة اللاجئين الأرمن من فان في خوي، إيران. سعى للانضمام إلى القوات البريطانية في شمال إيران، ولكن بعد مواجهة عدد كبير من الجنود الأتراك تراجع إلى ناخيشيفان.في 14 يوليو 1918، أعلن ناخيتشيفان جزءاً لا يتجزأ من روسيا. تم الترحيب بخطوته من قبل الأرمنية البلشفية ستيبان شاهومان والزعيم السوفيتي فلاديمير لينين.

### زانجيزور

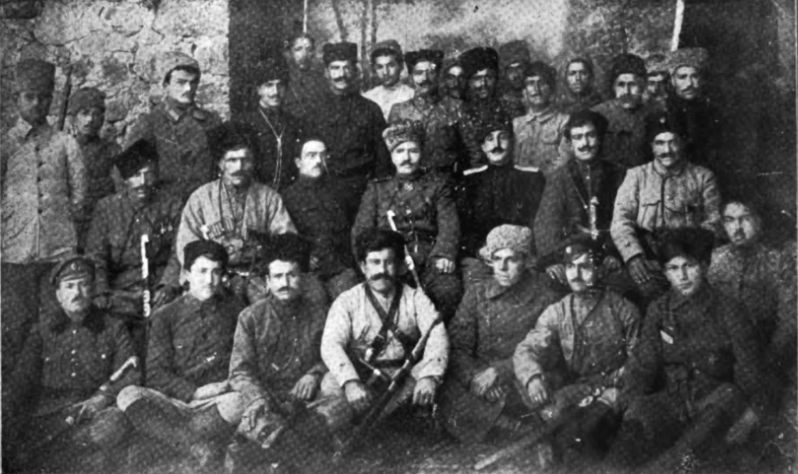
أندرانيك مع قادة شعبة الضرب الخاصة في عام 1918

مع تحرك القوات التركية نحو ناخيشيفان، انتقل أندرانيك مع قسمه الخاص الأرميني الضخم إلى منطقة زانجيزور الجبلية للدفاع. بحلول منتصف عام 1918، تدهورت العلاقات بين الأرمن والأذريين في زانجيزور. وصل أندرانيك إلى زانجيزور في لحظة حرجة مع حوالي 30,000 لاجئ وقوة تقدر بنحو 3,000 إلى 5,000 رجل. أسس سيطرة فعالة على المنطقة بحلول سبتمبر. كان دور زانجزور حاسماً؛ لأنه كان نقطة اتصال بين تركيا وأذربيجان. بقيادة أندرانيك أصبحت المنطقة واحدة من المراكز الأخيرة للمقاومة الأرمينية بعد معاهدة باتوم.
ظلت القوات المسلحة غير النظامية في منطقة زانجيزور محاطة بالقرى الإسلامية التي تسيطر على الطرق الرئيسية التي تربط أجزاء مختلفة من زانجيزور.وفقاً لدونالد بلوكسهام، شرع أندرانيك في تغيير زانجيزور إلى أرض أرمنية من خلال تدمير القرى الإسلامية ومحاولة تجانس المناطق الرئيسية في الدولة الأرمينية. في أواخر عام 1918، اتهمت أذربيجان أندرانيك بقتل الفلاحين الأذربيجانيين الأبرياء في زانجيزور وطالبت بسحب الوحدات الأرمينية من المنطقة. كتب أنترانيج شلبيان: «بدون وجود الجنرال أندرانيك وقسمه الخاص، فإن ما يعرف الآن بمنطقة زانجيزور في أرمينيا سيكون حزب أذربيجان اليوم. بدون الجنرال أندرانيك ورجاله، يمكن أن تنقذ فقط ستين ألف أرمني سكان منطقة زانجيزور من الإبادة الكاملة من قبل قوات التتراك-تور في خريف عام 1918»؛وقال كذلك أن أندرانيك«لم يذبح التتار».واحتج الجنرال العثماني خليل باشا على نشاطات أندرانيك في زانجيزور، الذي هدد حكومة طاشناق بالانتقام من تصرفات أندرانيك. قال رئيس الوزراء الأرمني هوفهينز كاتشزنوني إنه لا يملك أي سيطرة على أندرانيك وقواته.

### كاراباخ

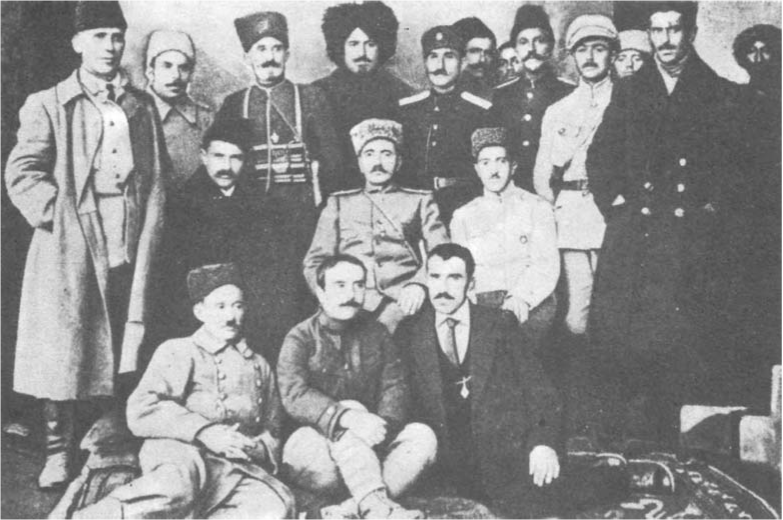
أندرانيك مع المجلس العسكري لـغوريس عام 1918

تم هزيمة الإمبراطورية العثمانية رسمياً في الحرب العالمية الأولى وتم التوقيع على هدنة مودروس في 30 أكتوبر 1918. أخلت القوات العثمانية كاراباخ في نوفمبر 1918 وبحلول نهاية أكتوبر من ذلك العام، كانت قوات أندرانيك مركزة بين زانجيزور وكاراباخ. قبل أن يتجه إلى كاراباخ، تأكد أندرانيك من أن الأرمن المحليين سيدعمونه في محاربة الأذربيجانيين. في منتصف تشرين الثاني 1918، تلقى رسائل من مسؤولي كاراباخ الأرمن يطلبون منه تأجيل الهجوم لمدة 10 أيام وأن يسمح بإجراء مفاوضات مع مسلمي المنطقة. وحسب هوفانيسيان فإن «الوقت الضائع أثبت أنه حاسم». في أواخر نوفمبر، توجهت قوات أندرانيك نحو شوشا - المدينة الرئيسية في كاراباخ ومركز ثقافي أرمني رئيسي. بعد قتال مكثف ضد الأكراد، اخترقت قواته لاتشين والقرى المحيطة.
وبحلول أوائل شهر ديسمبر، كان أندرانيك 40 كـم (25 ميل) على بعد 40 كم (25 ميل) من شوشا عندما تلقى رسالة من الجنرال البريطاني توم تومسون في باكو، مما يشير إلى أنه انسحب من كاراباخ؛ لأن الحرب العالمية انتهت وأن أي نشاط عسكري أرمني آخر قد يؤثر سلبًا على حل للمسألة الأرمنية، والتي سرعان ما سينظر فيها مؤتمر باريس للسلام 1919.
تركت المنطقة تحت سيطرة محدودة من مجلس كارباخ الأرمني. وصلت البعثة البريطانية تحت قيادة تومسون إلى كاراباخ في ديسمبر 1918. وأصر ثومسون على أن المجلس «يتصرف فقط في الأمور المحلية غير السياسية»، مما أثار الاستياء بين الأرمن.وقد تم تعيين خوسروف باي سلطانوف وهو حاكم قومى تركى متشدد حاكم كاراباخ وزانجزور على يد ثومسون «لسحق أي اضطرابات في المنطقة».كتب كريستوفر جيه. ووكر أن «كاراباخ بأغلبية كبيرة من الأرمنية ظلت أذربيجانية طوال فترة ما قبل السوفييتية»؛ بسبب «ثقة أندرانيك بكلمة ضابط بريطاني».

### استقالة

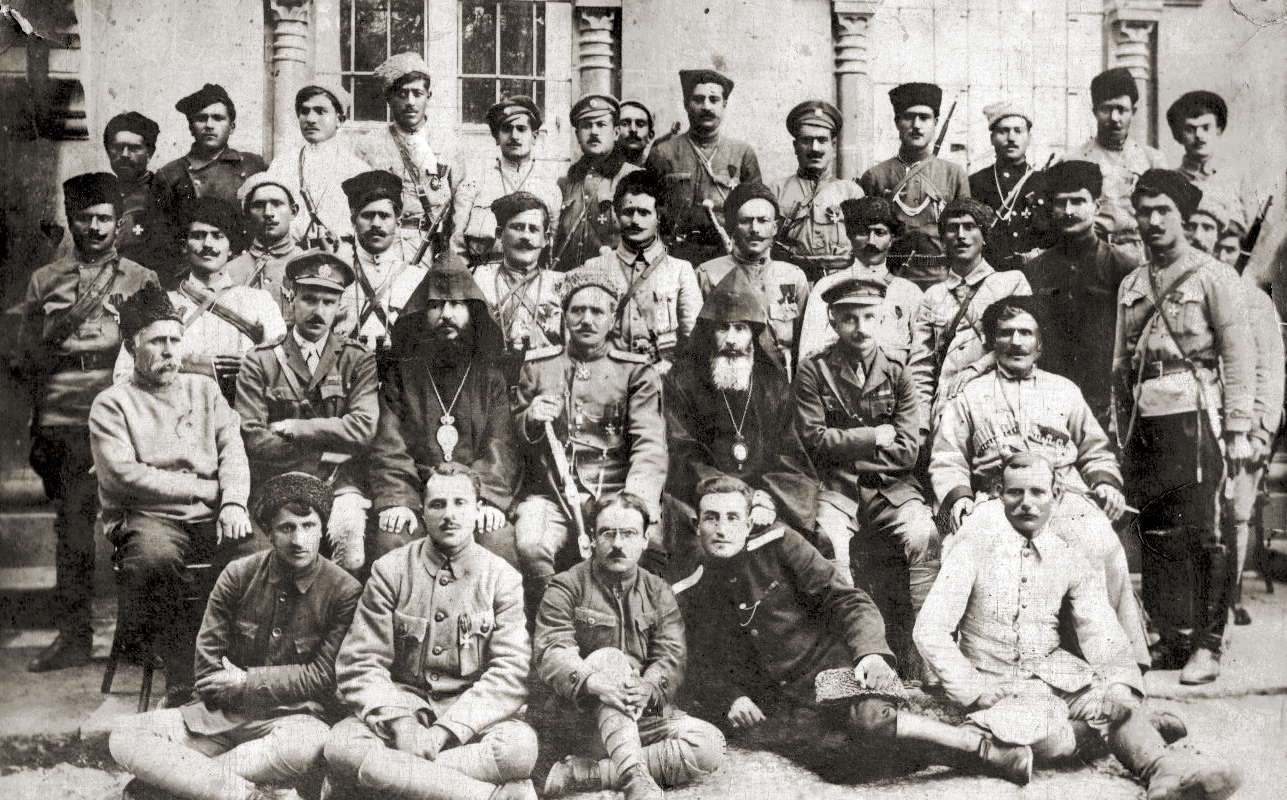
أندرانيك مع رجاله واثنين من رؤساء الأساقفة في فاغارشابات قبل مغادرته أرمينيا، أبريل 1919

خلال شتاء 1918-1919، تم عزل زانجيزور من كاراباخ ويريفان بالثلج. كثّف اللاجئون المجاعة والظروف الوبائية وفسح المجال للتضخم. في ديسمبر 1918، انسحب أندرانيك من كاراباخ إلى غوريس. وفي طريقه التقى بضباط بريطانيين اقترحوا بقاء الوحدات الأرمينية في زانجيزور في الشتاء. وافق أندرانيك على هذا الاقتراح، وفي 23 ديسمبر 1918، اجتمعت مجموعة من القادة الأرمينيين في مؤتمر، وخلصوا إلى أن زانجيزور لا يستطيع التعامل مع تدفق اللاجئين حتى الربيع. واتفقوا على أن الخطوة المنطقية الأولى في تخفيف التوتر كانت تعويض أكثر من 15,000 لاجئ من ناخيشيفان - المنطقة المجاورة التي تم إجلاؤها من قبل الجيوش العثمانية.دعا أندرانيك والمؤتمر البريطانيين إلى توفير اللاجئين في غضون ذلك. ووصل الميجور جورج د. جيبون بإمدادات محدودة وأموال تبرع بها الأرمن في باكو، لكن هذا لم يكن كافياً لدعم اللاجئين.

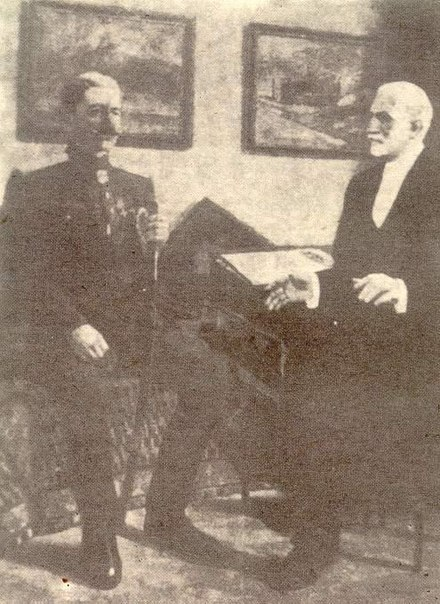
أندرانيك و هوفهانس تومانيان في تبليسي

في نهاية فبراير 1919، كان أندرانيك مستعدًا لمغادرة زانجيزور. اقترح جيبون أن يغادر أندرانيك وجنوده خط سكك حديد باكو-تيفليس في محطة يفلخ. ورفض أندرانيك هذه الخطة. وفي 22 مارس 1919، غادر غوريس وسافر عبر سيسيان من خلال الثلوج المتدفقة إلى دارالجياز، ثم انتقل إلى سهل أرارات مع بضع آلاف من القوات غير النظامية. بعد مسيرة استمرت ثلاثة أسابيع، وصل رجاله وخيوله إلى محطة سكة حديد دافالو. وقد التقى درو مساعد وزير الشؤون العسكرية وسارجيس ماناسيان (مساعد وزير الشؤون الداخلية)، الذي عرض عليه أن يزور يريفان لكنه رفض دعوتهم؛ لأنه يعتقد أن حكومة طاشناق قد خانت الأرمن وكانت مسؤولة لفقدان وطنه وإبادة شعبه. أصبح زانجيزور أكثر عرضة للتهديدات الأذربيجانية بعد أن ترك أندرانيك المقاطعة. في وقت سابق، قبل طرد أندرانيك وجنوده طلبت القوات الأرمينية المحلية الدعم من يريفان.
في 13 أبريل 1919، وصل أندرانيك إلى فاغارشابات، مقر الكاثوليكوس لجميع الأرمن وأسرة الكارثة. تضاءل انقسامه البالغ 5,000 فرد إلى 1,350 جنديًا.  نتيجة لاختلافات أندرانيك مع حكومة طاشناق والتحركات الدبلوماسية للبريطانيين في القوقاز، حل أندرانيك تقسيمه وسلم متعلقاته وأسلحته إلى الكاثوليكوس جورج الخامس. في 27 أبريل 1919، غادر إتشميادزين برفقة 15 ضابطًا، وذهب إلى تبليسي في قطار خاص. وفقاً لبلاكوود، «كانت كل أمة تنتظر بطلها القومي.» غادر أرمينيا للمرة الأخيرة. في تبليسي التقى وزير الخارجية الجورجي يفجيني غجيكشوري وناقش الحرب الجورجية الأرمنية مع ترجمة هوفانيس تومانيان

## السنوات الأخيرة

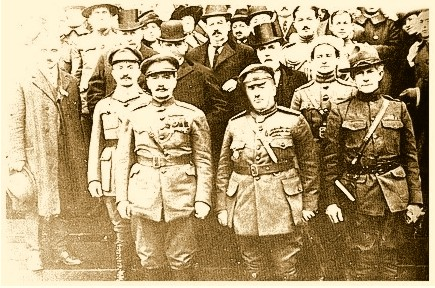
أندرانيك أوزانيان مع الجنرال جاك بوجراتوني وهوفهنس كاتشزنوني والعسكريين الأرمن في الولايات المتحدة، 1919

من عام 1919 إلى عام 1922، سافر أندرانيك حول أوروبا والولايات المتحدة للحصول على دعم للاجئين الأرمن. كما زار باريس ولندن، حيث حاول إقناع قوى الحلفاء باحتلال أرمينيا التركية. في عام 1919، خلال زيارته لفرنسا منح أندرانيك لقب وسام ضابط الشرف من قبل الرئيس ريمون بوانكاريه. في أواخر عام 1919، قاد أندرانيك وفدا إلى الولايات المتحدة للضغط على دعمه لولاية لأرمينيا وجمع الأموال للجيش الأرمني. كان يرافقه الجنرال جاكيس باجراتوني وهوفانز.في فريسنو قام بإدارة حملة جمعت 500,000 دولار أمريكي لإغاثة لاجئي الحرب الأرمن.

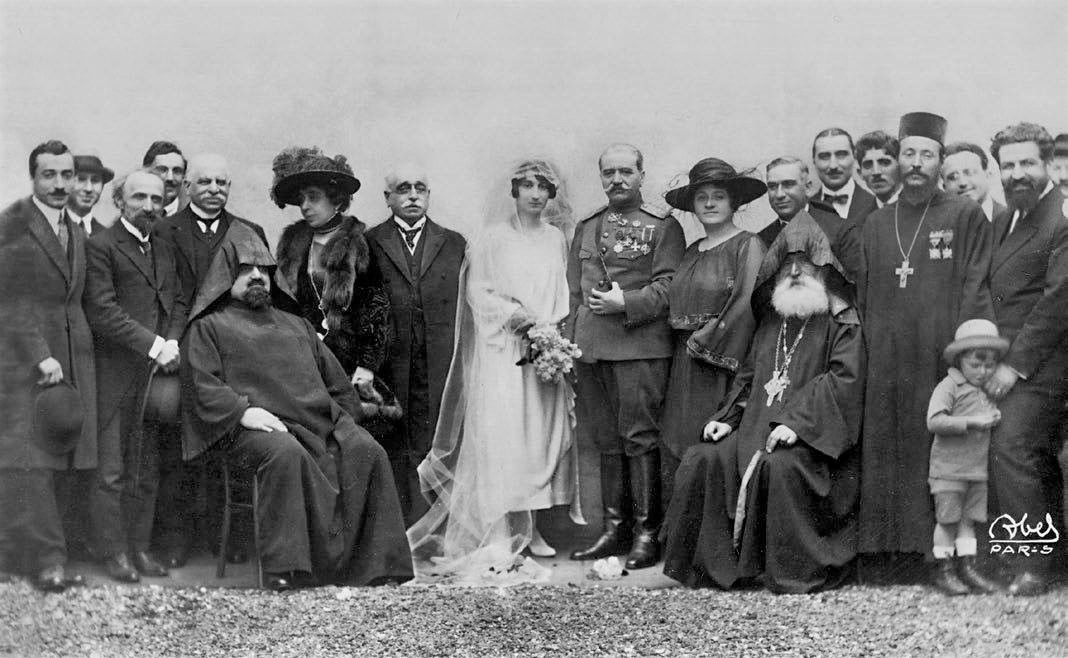
زفاف أندرانيك في باريس، 1922

عندما عاد إلى أوروبا، تزوج أندرانيك من نيفارتي كورجكيان في باريس في 15 مايو 1922؛ كان بوجوس نوبار أفضل رجل لهم. انتقل أندرانيك ونيفارتي إلى الولايات المتحدة واستقر في فريسنو، كاليفورنيا في عام 1922.في روايته «أنتركانيك» الأرمينية عام 1936، وصف الكاتب الأرميني الأمريكي وليام سارويان وصول أندرانيك. كتب: «بدا الأمر وكأن جميع الأرمن في كاليفورنيا كانوا في مستودع جنوب المحيط الهادي في اليوم الذي وصل فيه». وقال اندرانيك «كان رجل في حوالي الخمسين في ثوب أرمني أنيق من الملابس، وقوياً جدا»، كان لديه الشارب الأرمني الطراز القديم الأبيض. كان كاشيك داشتينتس يصف حياة أندرانيك في فريسنو، في روايته «نداء الحربيون» (1979). غير اسم أندرانيك إلى شابناند:

## الموت

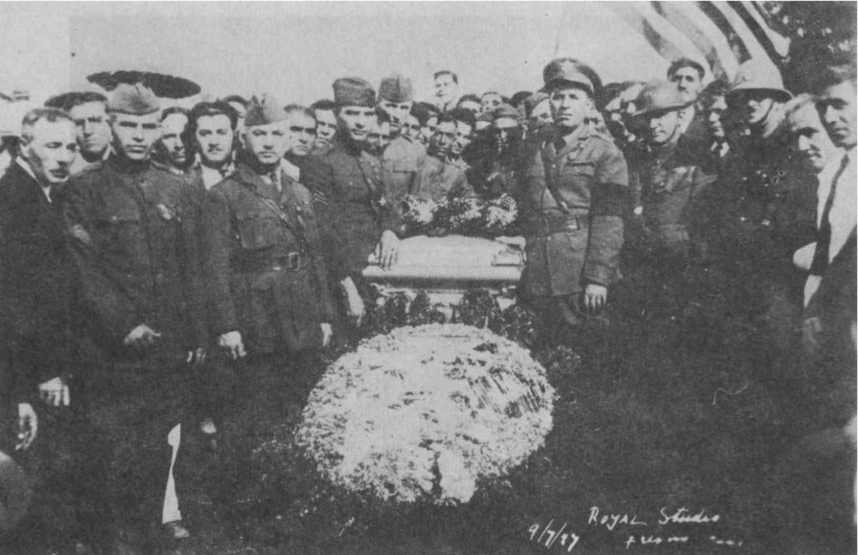
تشييع أندرانيك في مقبرة أرارات في عام 1927

في فبراير 1926، غادر أندرانيك فريسنو للإقامة في سان فرانسيسكو في محاولة غير ناجحة لاستعادة صحته. وفقاً لشهادة الوفاة التي وجدها في سجلات مقاطعة بوت بولاية كاليفورنيا، توفي أندرانيك من الذبحة الصدرية في 31 أغسطس 1927 في ريتشاردسون سبرينجز بولاية كاليفورنيا. في 7 سبتمبر 1927، تم منحه انتباه الجمهور على مستوى المدينة لجنازته في مقبرة أرارات، فريسنو. ذكرت صحيفة نيويورك تايمز أن أكثر من 2,500 من أعضاء المجتمع الأرمني حضروا خدمات تذكارية في قاعة كارنيجي في مدينة نيويورك.

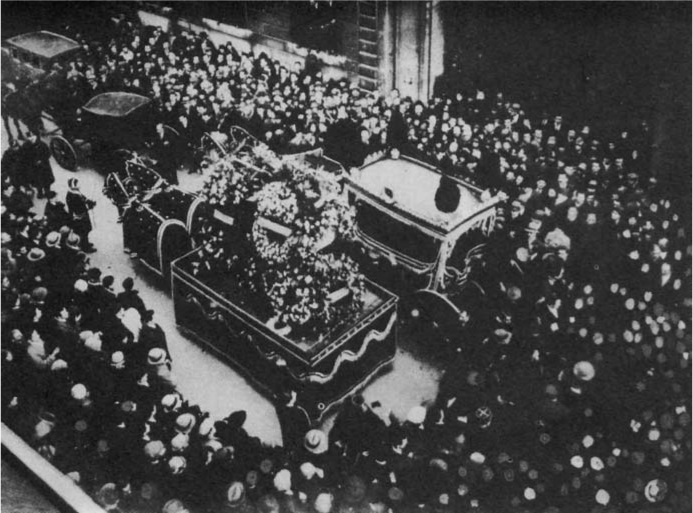
تشييع جثمان أندرانيك في مقبرة بير لاشيز في عام 1928

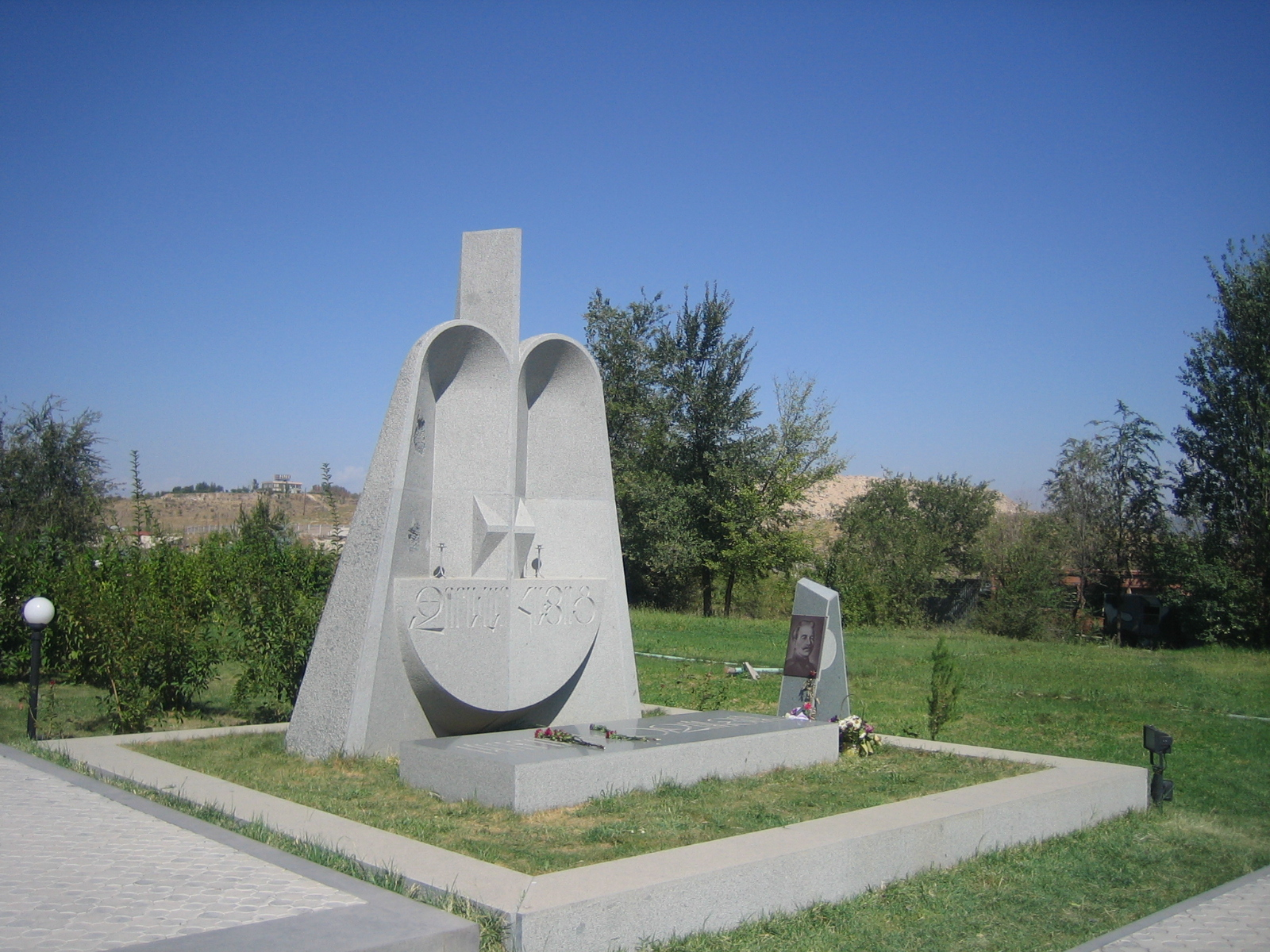
نصب أندرانيك في مقبرة يربلور

دفن في البداية في مقبرة أرارات في فريسنو. بعد الجنازة الأولى كان من المخطط أخذ رفات أندرانيك إلى أرمينيا من أجل الدفن النهائي؛ ومع ذلك عندما وصلوا إلى فرنسا، رفضت السلطات السوفياتية السماح لرفاته بدخول أرمينيا السوفييتية. بدلاً من ذلك بقوا في فرنسا، وبعد الجنازة الثانية التي عقدت في الكنيسة الأرمينية في باريس، دفنت في مقبرة بير لاشيز في باريس في 29 يناير 1928. في أوائل عام 2000، رتبت الحكومتان الأرمينية والفرنسية نقل جثة أندرانيك من باريس إلى يريفان. كتب اسباريز أن التحويل بدأ من قبل رئيس وزراء أرمينيا فازجين سركسيان. تم نقل جثة أندرانيك إلى أرمينيا في 17 فبراير 2000. تم وضعه في مجمع الرياضة والحفلات الموسيقية في يريفان لمدة يومين ثم تم نقله إلى كاتدرائية إتشميادزينه، حيث قام كاريكين الثاني بإدارة الجنازة. تمت إعادة تقسيم أندرانيك في مقبرة يربل العسكرية في يريفان في 20 فبراير 2000، بجانب فازجين سركسيان. في كلمته خلال حفل إعادة التأريخ، وصف رئيس أرمينيا روبرت كوتشاريان أندرانيك بأنه «واحد من أعظم أبناء الأمة الأرمنية». رئيس الوزراء آرام سركسيان، وزير الخارجية فارتان أوسكانيان وأحد جنود أندرانيك، البالغ من العمر 102 سنة غريغور غزاريان كانا حاضرين أيضًا. كان هناك نصب تذكاري على قبره بعبارة "Zoravar Hayots" - «جنرال الأرمن» - المحفورة عليه.

## التراث والاعتراف

### الصورة العامة
اعتبر أندرانيك بطلاً خلال حياته. وصفت المجلة الأدبية وهي صحيفة أميركية مؤثرة أندرانيك في عام 1920 باسم «أرمن روبن هود، غاريبالدي وواشنطن، الكل في واحد». في العام نفسه، كتبت ذي إندبندنت أنه «يعبده أبناء وطنه بسبب قتاله البطولي في دفاعهم ضد الأتراك». في خطاب إلى أندرانيك، أشاد به الكاتب الأرميني الشهير هوفانيس تومانيان،بينما كتب بولشفيك ورجل الدولة السوفييتي من أصل أرمني أنستاس ميكويان في مذكراته أن «اسم أندرانيك كان محاطًا بهالة المجد».

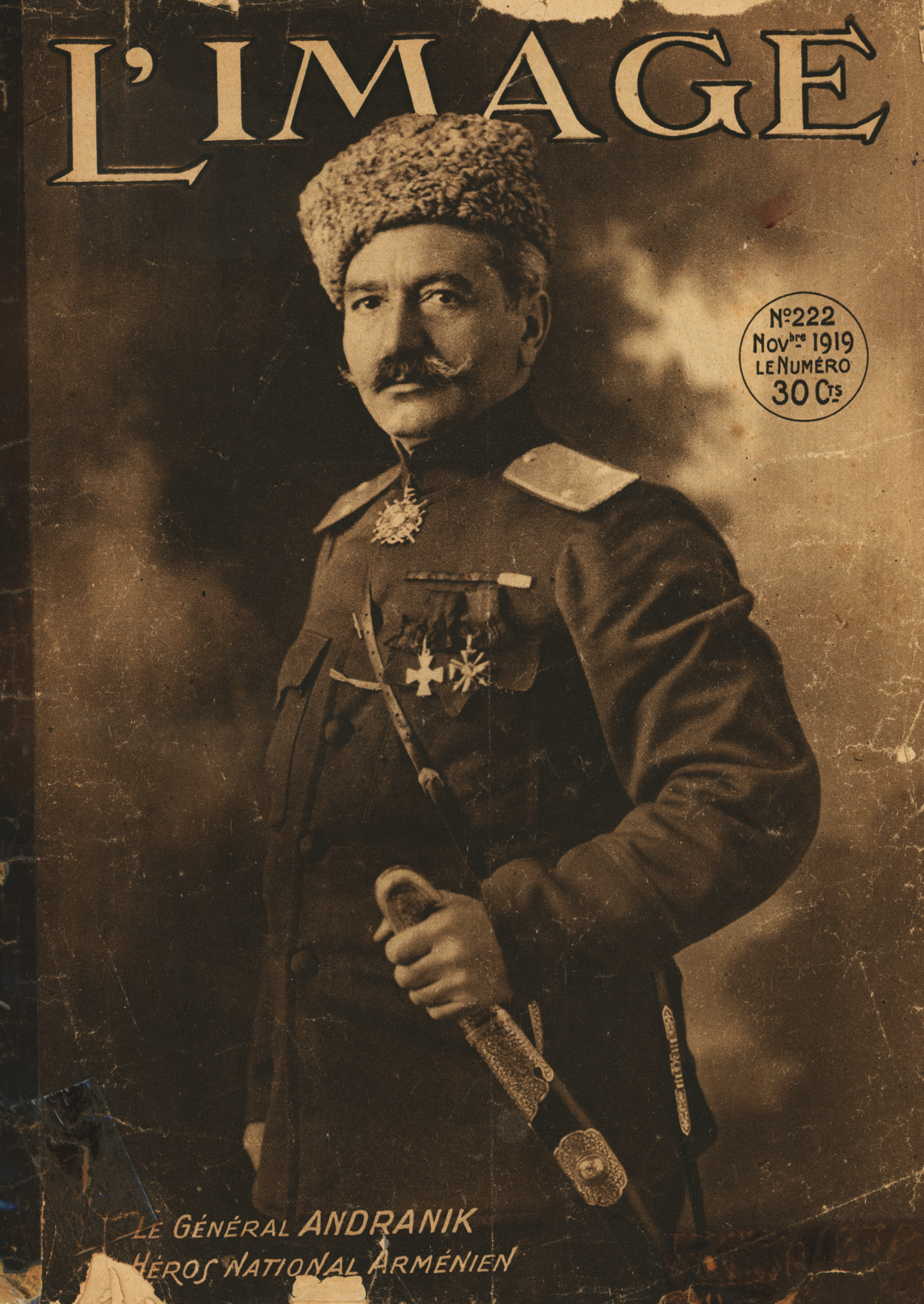
الجنرال أندرانيك على غلاف المجلة الفرنسية "L'Image" ،1919

يعتبر أندرانيك بطلاً قومياً من الأرمن في جميع أنحاء العالم. وينظر إليه أيضاً كشخصية أسطورية في الثقافة الأرمنية.طلبت خمس استطلاعات أجرتها مؤسسة غالوب والمعهد الجمهوري الدولي، ورابطة علم الاجتماع الأرمنية في الفترة من 2006 إلى 2008، "الشعب الأرميني والشخصيات البارزة في التاريخ الأرمني والثقافة الشعبية، الأكثر ملاءمة ليكون بطلاً قومياً. أو زعيم في الوقت الحاضر، تم وضع أندرانيك في المركز الثاني بعد فازجين سركسيان. 9-18٪ من المستجيبين أعطوا اسم أندرانيك. وقد اجتذبت أنشطة أندرانيك بعض الانتقادات. على سبيل المثال: ذكر الكاتب روبن أنغالديان (hy) أن أندرانيك "ليس لديه الحق" في الحصول على تمثال في يريفان: لأنه لم يفعل "أي شيء حقيقي" للجمهورية الأولى وغادر أرمينيا. كتب أنغالاديان أن أندرانيك هو بطل شعبي. ومع ذلك، يجد مصطلح "البطل القومي" في وصفه غير مقبول.

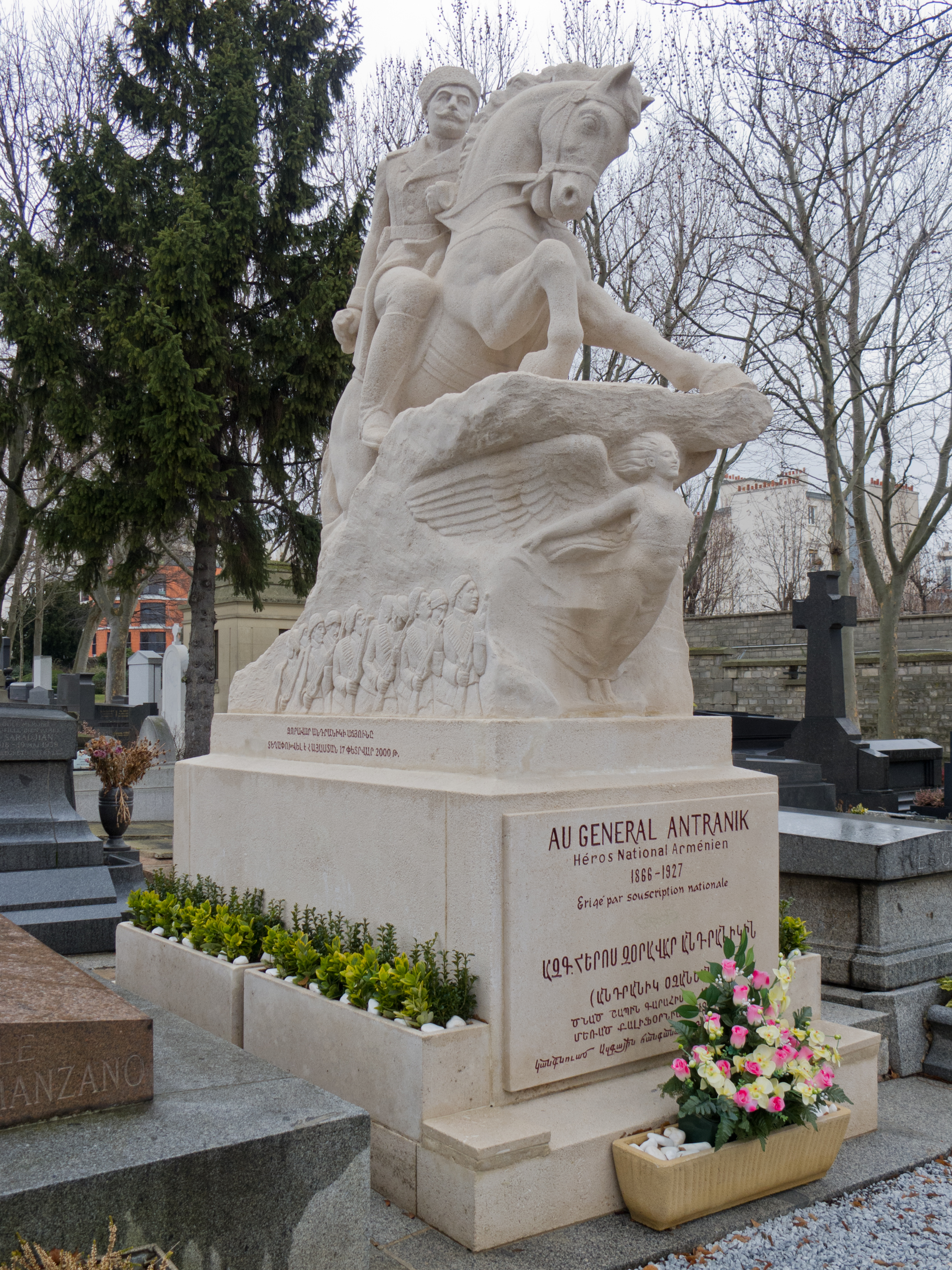
قبر أندرانيك في مقبرة بير لاشيز، باريس

يُنظر إلى أندرانيك بشكل عام على أنه شخصية مؤيدة لروسيا/الاتحاد السوفياتي.خلال الحقبة السوفياتية، تضاءل إرثه وتراث الأبطال الأرمينيين الآخرين «وأي إشارة إليهم ستكون خطيرة لأنهم يمثلون السعي من أجل الاستقلال»، وخاصة قبل خروتشوف ثو. كتب بارويار سيفاك وهو كاتب أرمني سوفياتي بارز، مقالة عن أندرانيك في عام 1963 بعد قراءة واحدة من ملاحظات الجندي. كتب سيفاك أن جيله عرف «القليل عن أندرانيك، لا شيء تقريبا». وتابع: «لا يعرفون شيئًا عن أندرانيك أن تعرف شيئًا عن التاريخ الأرمني الحديث.» وفي عام 1965، تم الاحتفال بذكرى مولد أندرانيك في أرمينيا السوفييتية.

### النصب التذكارية
تم نصب التماثيل والنصب التذكارية لأندرينيك في جميع أنحاء العالم، بما في ذلك بوخارست ورومانيا (1936)، ومقبرة بير لاشيز في باريس (1945)، ومعهد ميلكونيان التعليمي، ونيقوسيا، وقبرص (1990)،  Le Plessis- روبنسون، وباريس (2005)، وفارنا، وبلغاريا (2011)، وأرمافير، وروسيا. يوجد نصب تذكاري في ريتشاردسون سبرينجز، كاليفورنيا، حيث توفي أندرانيك. في مايو 2011، تم نصب تمثال لأندرانيك في قرية فولونكا بالقرب من سوتشي، روسيا؛ ومع ذلك، تمت إزالته في نفس اليوم، على ما يبدو تحت ضغط من تركيا، التي أعلنت في وقت سابق أنها ستقاطع أولمبياد سوتشي الشتوي 2014 إذا ظل التمثال قائمًا.

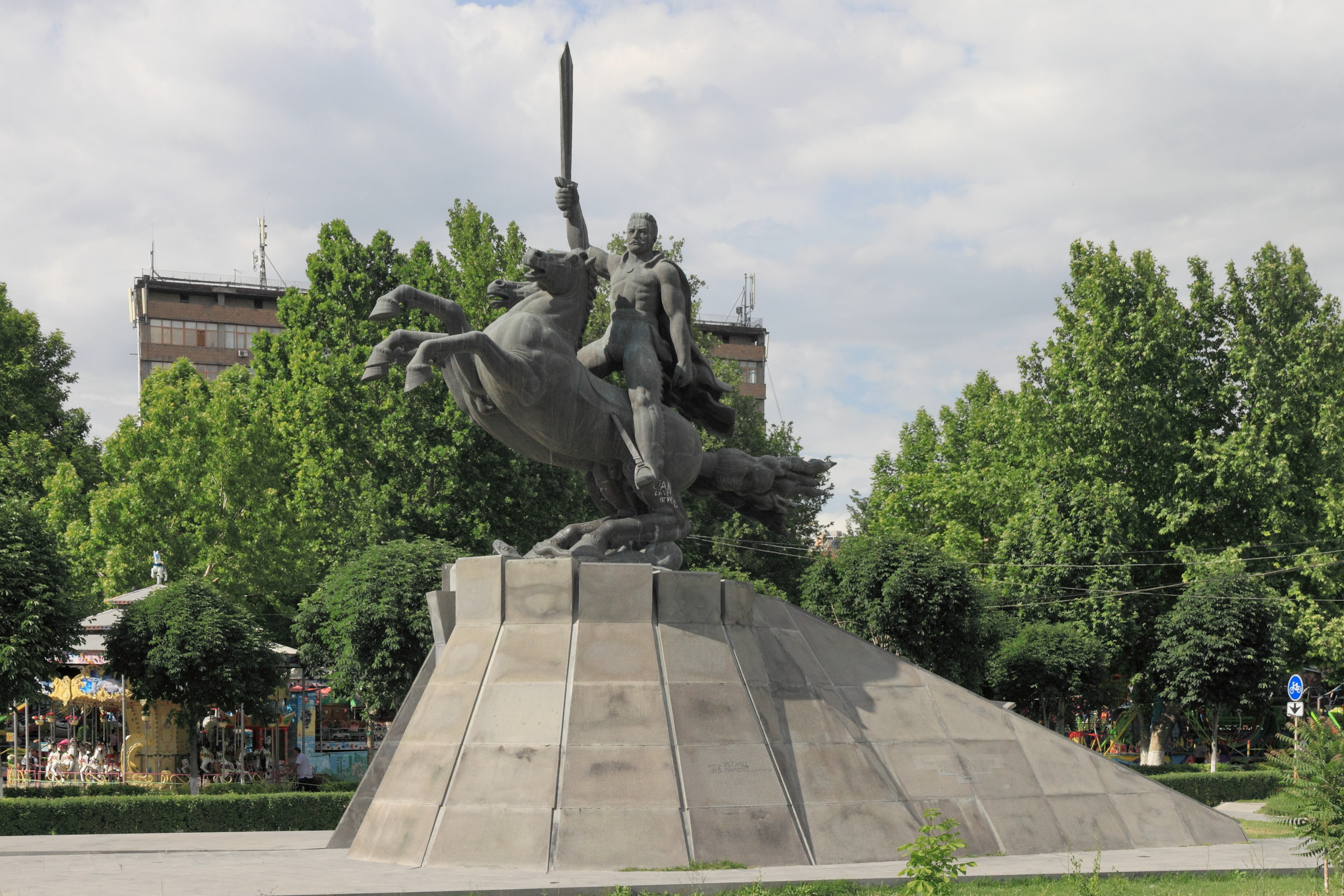
تمثال الفروسية لأندرينيك بالقرب من كاتدرائية القديس غريغوري في وسط يريفان

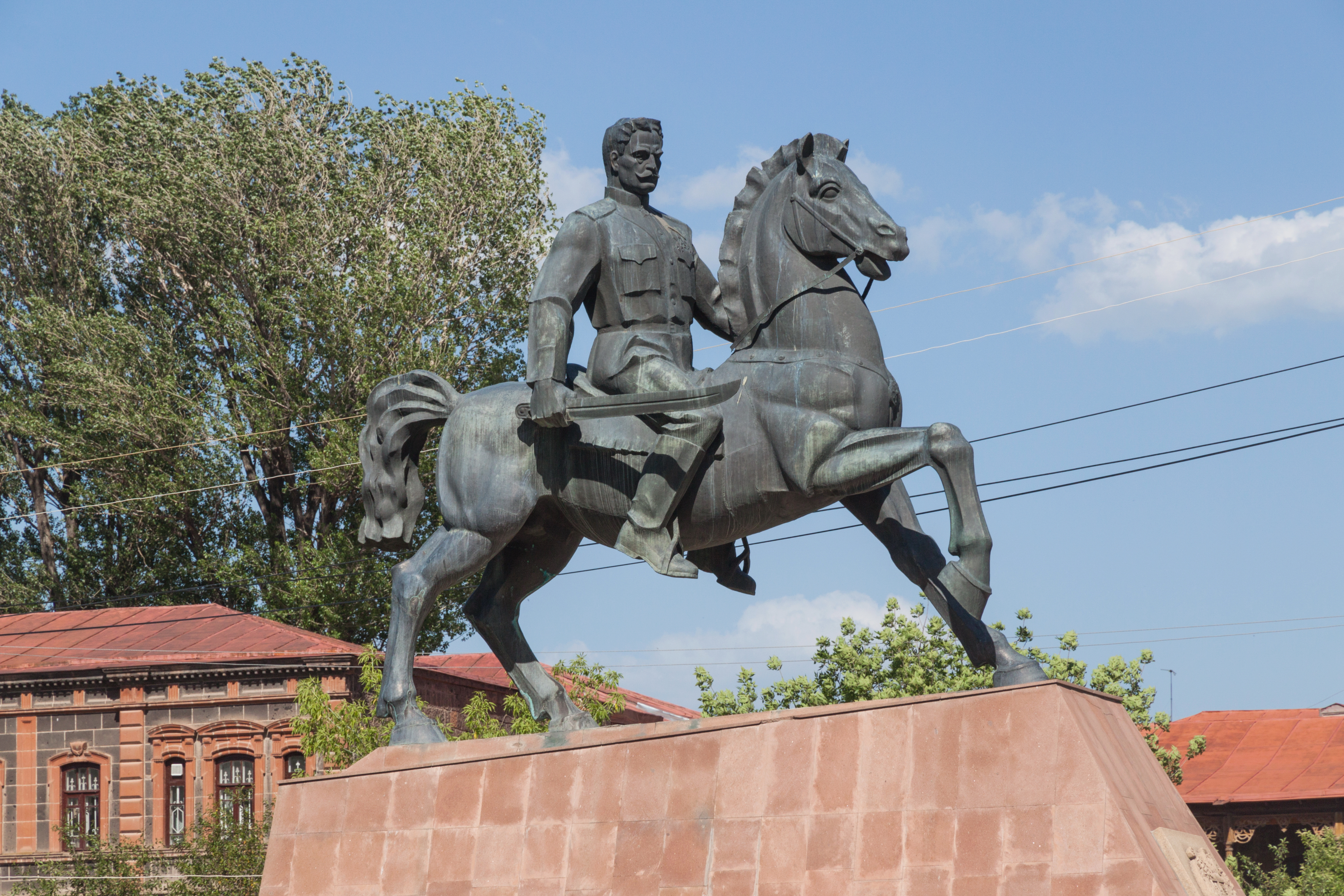
تمثال الفروسية لأندرانيك في غيومري.

تم نصب أول تمثال لأندرانيك في أرمينيا في عام 1967 في قرية أوجان. تم إنشاء المزيد من التماثيل بعد استقلال أرمينيا عن الاتحاد السوفيتي في عام 1991؛ ثلاثة منها يمكن العثور عليها في حي مالاتيا سيباستيا (2000)، بالقرب من كاتدرائية القديس غريغوري (بقلم آرا شيراز، 2002) وخارج متحف حركة فيدياي (2006) في العاصمة الأرمينية يريفان. أيضا في أرمينيا، تقف تماثيل أندرانيك في قريتي فوسكيفان ونوافور في محافظة تاووش، وفي متنزه فيكتوري في غيومري (1994)، وأرتيني وغيرها.
هناك شوارع وميادين عديدة داخل أرمينيا وخارجها، بما في ذلك في قرطبة، الأرجنتين،بلوفديف وفارنا في بلغاريا، وميدون، وباريس، وقسم من طريق الولاية السريع 311 في طريق كونيتيكت. تماماً داخل ثرسفيلد، تم تسمية كونيكتيكت  على اسم أندرانيك. افتُتحت مترو جنرال أندرانيك (يريفان) لمترو يريفان في عام 1989 باسم محطة هيكتامبريان وأعيدت تسميتها إلى أندرانيك في عام 1992. في عام 1995، تم تأسيس متحف أندرانيك العام في حديقة كوميتاس في يريفان، ولكن تم إغلاقه قريبًا؛ لأن المبنى تم تخصيصه. أعيد فتحه في 16 سبتمبر 2006، من قبل إيليتش بيغاريان كمتحف لحركة فدائي الأرمن، وسميت باسم أندرانيك.
وفقا لباتريك ويلسون، خلال حرب ناغورني كاراباخ أندرانيك «ألهم جيل جديد من الأرمن». فصيل متطوع من ماسيس اسمه «الجنرال أندرانيك» يعمل في أرمينيا وناغورنو كاراباخ أثناء النزاع.
سميت العديد من المنظمات والمجموعات في الشتات الأرمني على اسم أندرانيك. في 11 سبتمبر 2012، خلال مباراة كرة القدم بين بلغاريا وأرمينيا في ملعب فاسيل ليفسكي الوطني في صوفيا، أحضر المشجعون الأرمن ملصقًا ضخمًا يحتوي على صور للجنرال أندرانيك والضابط الأرمني غورغين مارغريان، الذي اغتيل في عام 2004 على يد الملازم الآذري راميل سافاروف. يقول النص على الملصق، «إن أطفال أندرانيك هم أيضاً أبطال... وسيتم إنجاز العمل».
أُعيدت مخطوطات الـ65 صفحة التي كتبها الجنرال أندرانيك، المذكرات الوحيدة المعروفة التي كتبها إلى أرمينيا في مايو 2014 وأرسلت إلى متحف التاريخ الوطني في يريفان من خلال وزير الثقافة هاشميك بوغوسيان، بعد قرن تقريبًا من انفراق أندرانيك معهم.

### في الثقافة

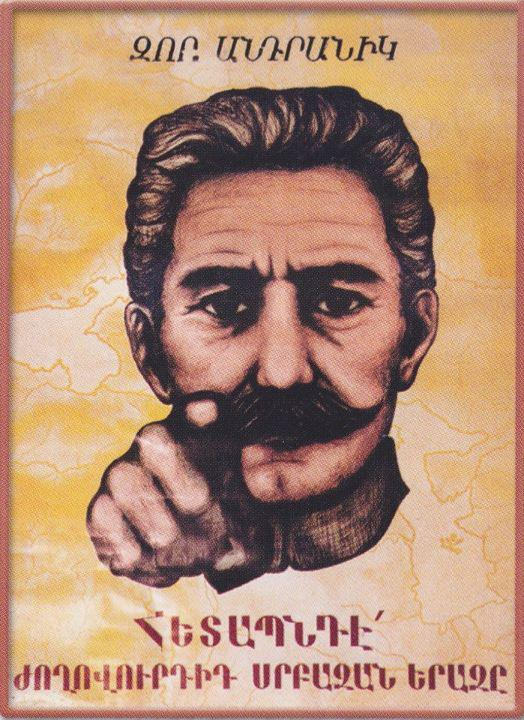
لورد كتشنر يريدك - ملصق متأثر يصور أندرانيك. تكتب التسمية التوضيحية «مطاردة الحلم المقدس لشعبك».

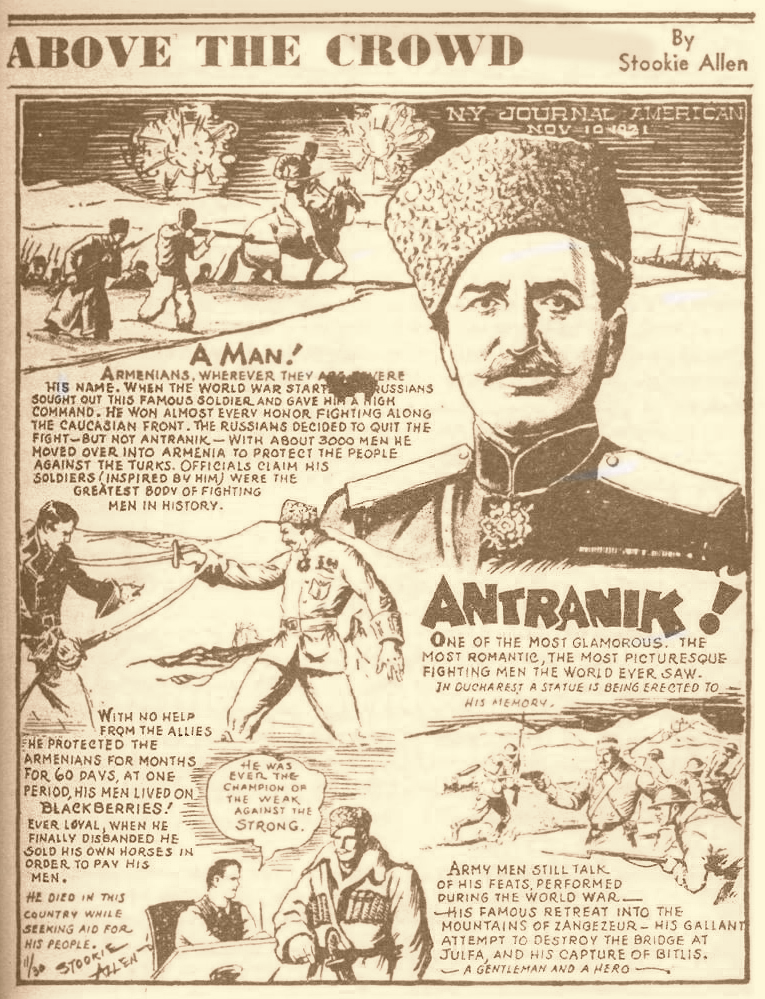
هزلية كتبها ستوكي ألين تصور أندرانيك، نيويورك جورنال الأمريكية، 1920

ظهر أندرانيك بشكل بارز في الأدب الأرمني، وأحيانًا كطابع خيالي.كتب الكاتب الغربي الأرمني سيامانتو قصيدة بعنوان «أندرانيك»، والتي نُشرت في جنيف في عام 1905. تم نشر أول كتاب عن أندرانيك خلال حياته. في عام 1920، نشر فاهان توتوفينتس تحت الاسم المستعار أرسين مرماريان، كتاب الجنرال أندرانيك وحروبه (Զոր. Անդրանիկ և իր պատերազմները) في القسطنطينية المحتلة.كتب الكاتب الأرميني الأمريكي الشهير ويليام سارويان قصة قصيرة بعنوان أندرانيك أرمينيا، والتي أدرجت في مجموعته من القصص القصيرة Inhale and Exhale (1936). واستندت رواية أخرى للكاتب الأمريكي الأرميني هاماستغ بعنوان «الفارس الأبيض» (Սպիտակ Ձիավորը ،1952) إلى أندرانيك وغيرها من الفدائيين. كتب هوفانيس شيراز أحد أبرز الشعراء الأرمينيين في القرن العشرين، قصدين على الأقل عن أندريانيك. واحد في عام 1963 وآخر في عام 1967. تم نشر الأخير بعنوان «تمثال لأندرانيك» (Արձան Անդրանիկին)، في عام 1991 بعد وفاة شيراز. تم قمع رواية سيرو خانزاديان أندرانيك لسنوات ونُشرت في عام 1989 عندما تم تخفيف السيطرة السوفييتية الضيقة على المنشورات. بين ستينيات وثمانينيات القرن العشرين، جمعت الكاتبة سورن ساهاكيان قصصًا شعبية وأنجزت رواية بعنوان «قصة حول أندرانيك» (Ասք Անդրանիկի մասին). تم نشره لأول مرة في يريفان في عام 2008.
وقد تم إحياء ذكرى اسم أندرانيك في العديد من الأغاني.في عام 1913، وصف ليون تروتسكي أندرانيك بـ «بطل الأغنية والأسطورة».وكتب الدبلوماسي والمؤرخ الإيطالي لويجي فياري في عام 1906 أنه التقى كاهن من أرمينيا التركية في يريفان الذي «غنى أغنية أندرانيك، زعيم العصابات الثورية الأرمنية في تركيا.» أندارنيك هي واحدة من الشخصيات الرئيسية التي ظهرت في الأغاني الوطنية الأرمينية. هناك عشرات الأغاني المخصصة له بما في ذلك مثل النسر من جوسان شيرام، 1904 وأندرانيك باشا من جوسان هايريك. كما يظهر أندرانيك في الأغنية الشعبية The Bravehearts of the Caucasus (Կովկասի քաջեր) وغيرها من القطع الفولكلورية الوطنية الأرمينية.
تم إنتاج العديد من الأفلام الوثائقية عن أندرانيك؛ تشمل هذه الأفلام أندرانيك (1929) من فيلم أرمينا في فرنسا وإخراج أشو شاخاتوني، الذي لعب أيضًا الدور الرئيسي ؛ الجنرال أندرانيك (1990) من إخراج ليفون مكرتشيان، رواه خوران أبراهاميان؛ وأندرانيك أوزانيان، وهو فيلم وثائقي لمدة 53 دقيقة من قبل التلفزيون العام في أرمينيا.

## جوائز

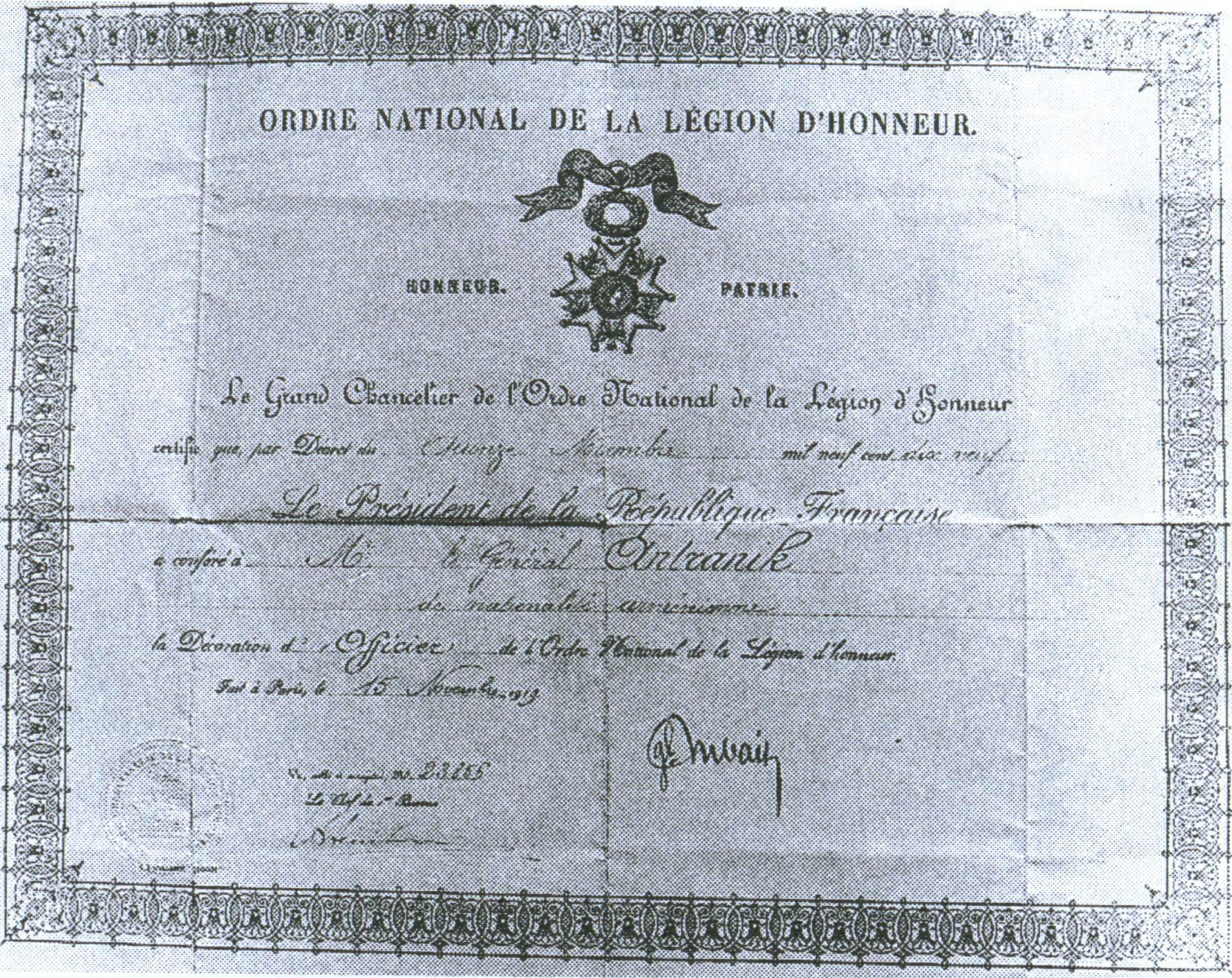
وسام جوقة الشرف، شهادة أندرانيك

من خلال مهنته العسكرية، حصل أندرانيك على عدد من الميداليات والأوامر من حكومات أربع دول. تم نقل ميداليات وسيف أندرانيك إلى أرمينيا وأعطيت لمتحف أرمينيا في عام 2006.
| البلد                      |  | جوائز                 | مرتبة                   | سنة     |
| -------------------------- |  | --------------------- | ----------------------- | ------- |
| مملكة اليونان              |  | حرب الصليب ‏           | II class                | 1920    |
| الجمهورية الفرنسية الثالثة |  | وسام جوقة الشرف       | Officier                | 1919    |
| الإمبراطورية الروسية       |  | وسام القديس جورج      | II, III, IV classes     | 1914–16 |
| الإمبراطورية الروسية       |  | صليب القديس جورج      | I, II, III class        | 1914–16 |
| الإمبراطورية الروسية       |  | وسام القديس فلاديمير  | IV class                | 1914–16 |
| الإمبراطورية الروسية       |  | وسام القديس ستانيسلوس | II class with Swords    | 1914–16 |
| مملكة بلغاريا              |  | اوردر اوف برافري      | IV grade, "For Bravery" | 1913    |

## الأعمال المنشورة
- Մարտական հրահանգներ: Առաջարկներ, նկատողութիւններ եւ խորհուրդներ [Combat commands: suggestions, remarks, recommendations]. Geneva: ARF Publishing. 1906. OCLC:320038626.[40]
- Հայկական առանձին հարուածող զօրամասը [The Armenian Special Striking Division]. Boston: Azg. 1921. OCLC:49525413.[186]
- Զորավար Անդրանիկը կը խոսի [General Andranik Speaks]. Paris: Abaka weekly. 1921. OCLC:234085160. مؤرشف من الأصل في 2018-10-08. {{استشهاد بكتاب}}: استعمال الخط المائل أو الغليظ غير مسموح: |ناشر= (مساعدة)
- Առաքելոց վանքին կռիւը (Հայ յեղափոխութենէն դրուագ մը) [The Battle of Arakelots (An Episode of Armenian Revolution)]. Boston: Baikar. 1924. Memoirs of Andranik written down by Levon K. Lyulejian.[187]

### فهرس
- Trotsky، Leon (1980). "Andranik and his Troop, from Kievskaya Mysl No. 197, July 19, 1913". The Balkan wars: 1912–13: the war correspondence of Leon Trotsky. New York: Monad Press. ص. 247–256. ISBN:978-0-909196-08-0.
- "Antranik". Blackwood's Magazine. CCVI (206): 441–477. أكتوبر 1919. مؤرشف من الأصل في 2020-05-27.
- Mahdesian، Arshag D.، المحرر (يونيو 1920). Antranik&pg=PA82 "General Antranik". The New Armenia. New York: New Armenia Publishing Company. ج. 12 ع. 6: 82–85. مؤرشف من الأصل في 2016-06-03. {{استشهاد بدورية محكمة}}: تحقق من قيمة |مسار أرشيف= (مساعدة)
- Haroutyunian, A. H. (1965). "Անդրանիկը որպես մարտիկ և զորավար /Ծննդյան 100-ամյակի առթիվ/ [Andranik as Warrior and Commander]". Patma-Banasirakan Handes (بالأرمنية). Yerevan: الأكاديمية الأرمنية للعلوم (1): 109–124. Archived from the original on 2019-09-15.
- Aghayan, Tsatur (1968). "Զորավար Անդրանիկի գործունեության մասին [On the Activities of General Andranik]". Patma-Banasirakan Handes (بالأرمنية). Yerevan: Armenian Academy of Sciences (2): 40–56. Archived from the original on 2019-09-14.
- Hovannisian، Richard (1971). The Republic of Armenia: Volume 1, The First Years, 1918–1919. Los Angeles: University of California Press. ISBN:0-520-01805-2.
- Chalabian، Antranig (1988). General Andranik and the Armenian Revolutionary Movement. Southfield, Michigan: Antranig Chalabian.
- Hambarian, A. S. (1989). "Սասունի 1904 թվականի գոյամարտը [Sasun's Self-Defence in 1904]". Patma-Banasirakan Handes (بالأرمنية). Yerevan: Armenian Academy of Sciences (4): 22–34. ISSN:0135-0536. Archived from the original on 2018-10-08.
- Walker، Christopher J. (1990). Armenia: The Survival of a Nation (ط. revised second). New York: St. Martin's Press. ISBN:978-0-312-04230-1.
- Kharatian, A. (1990). "Վահան Թոթովենցը Անդրանիկի մասին [Vahan Totovents about Andranik]". Patma-Banasirakan Handes (بالأرمنية). Yerevan: Armenian Academy of Sciences (1): 3–14. ISSN:0135-0536. Archived from the original on 2019-09-15.
- Mouradian، George (1995). Armenian infotext. Southgate, Michigan: Bookshelf Publishers. ISBN:978-0-9634509-2-0.
- Payaslian، Simon (2007). The history of Armenia. New York: Palgrave Macmillan. ISBN:978-1-4039-7467-9.
- Chalabian، Antranig (2009). Dro (Drastamat Kanayan): Armenia's First Defense Minister of the Modern Era. Los Angeles: Indo-European Publishing. ISBN:978-1-60444-078-2.
- Adalian، Rouben Paul (2010). Historical Dictionary of Armenia. Lanham, Maryland: Scarecrow Press. ISBN:978-0-8108-7450-3.

## قراءات إضافية

### مقالات
- Nercissian, M.; Harutyunian, A.; Mouradian, D. (1981). "Материалы о генерале Андранике [Documents on General Andranik]". Patma-Banasirakan Handes (بالروسية). Yerevan: الأكاديمية الأرمنية للعلوم (1): 242–248. ISSN:0135-0536. Archived from the original on 2019-09-14.
- Karapetyan, H. (1996). "Անդրանիկ (Andranik)". Հայկական հարց» հանրագիտարան ["Armenian Question" Encyclopedia] (بالأرمنية). Yerevan: الموسوعة السوفيتية الأرمينية. (archived link)
- Hrachik, Simonian (2000). "Զորավար Անդրանիկ (ընդհանուր բնութագիր) [General Andranik (general characteristic)]". Patma-Banasirakan Handes (بالأرمنية). Yerevan: Armenian Academy of Sciences (1): 44–50. ISSN:0135-0536. Archived from the original on 2019-09-14.
- Severikova, N. M. (2007). "Великий сын Отечества: К 80-летию со дня кончины Андраника Сасунского [Great Son of Fatherland: On the 80th anniversary of death of Andranik of Sasun]". Historical science (بالروسية). Massmedia Center of the جامعة موسكو الحكومية (6). ISSN:2304-4551. Archived from the original on 2019-11-19.

### كتب
- [Historic Timeline of Caucasian Front of General Andranik] (بالأرمنية). Boston: Baikar. 1924. {{استشهاد بكتاب}}: |trans-title= بحاجة لـ |title= أو |script-title= (help), استعمال الخط المائل أو الغليظ غير مسموح: |ناشر= (help), and الوسيط |عنوان أجنبي= and |عنوان مترجم= تكرر أكثر من مرة (help)
- Aharonyan, Vardges (1957). [Andranik: the man and the soldier] (بالأرمنية). Boston: Hairenik. OCLC:47085812. {{استشهاد بكتاب}}: |trans-title= بحاجة لـ |title= أو |script-title= (help), استعمال الخط المائل أو الغليظ غير مسموح: |ناشر= (help), and الوسيط |عنوان أجنبي= and |عنوان مترجم= تكرر أكثر من مرة (help)
- [hy:Զօր. Անդրանիկ (Օզանեան) կեանքն ու գործունէութիւնը] (بالأرمنية). Beirut, Lebanon: هاماسكايين. 1985 https://web.archive.org/web/20160304090759/http://www.armenews.com/IMG/General_Antranik.pdf. Archived from the original (PDF) on 2016-03-04. {{استشهاد بكتاب}}: |trans-title= بحاجة لـ |title= أو |script-title= (help) and |مسار أرشيف= بحاجة لعنوان (help)
- Chalabian, Antranig (1986). [General Andranik and the Armenian Revolutionary Movement] (بالأرمنية). Beirut: Donikian Press. {{استشهاد بكتاب}}: |trans-title= بحاجة لـ |title= أو |script-title= (help) and الوسيط |عنوان أجنبي= and |عنوان مترجم= تكرر أكثر من مرة (help)
- Simonian, Hrachik (1988). "Истинный народный герой [The True Popular Hero]". Patma-Banasirakan Handes (بالروسية). Yerevan: الأكاديمية الأرمنية للعلوم (3): 12–28. ISSN:0135-0536. Archived from the original on 2018-10-08.
- Antranig, Chalabian (1990). [General Andranik and the Armenian Revolutionary Movement] (بالأرمنية). Yerevan. {{استشهاد بكتاب}}: |trans-title= بحاجة لـ |title= أو |script-title= (help) and الوسيط |عنوان أجنبي= and |عنوان مترجم= تكرر أكثر من مرة (help)صيانة الاستشهاد: مكان بدون ناشر (link)
- Garibdzhanian, Gevorg (1990). Ժողովրդական հերոս Անդրանիկ [Andranik the Popular Hero] (بالأرمنية). Yerevan: Hayastan Publishing. OCLC:26596860.
- National Archives of Armenia (1991). [Andranik Ozanian: documents and materials] (بالروسية). Yerevan. {{استشهاد بكتاب}}: |trans-title= بحاجة لـ |title= أو |script-title= (help) and الوسيط |عنوان أجنبي= and |عنوان مترجم= تكرر أكثر من مرة (help)صيانة الاستشهاد: مكان بدون ناشر (link)
- Aghayan, Tsatur (1994). [Andranik: era, events, faces] (بالأرمنية). Yerevan. {{استشهاد بكتاب}}: |trans-title= بحاجة لـ |title= أو |script-title= (help) and الوسيط |عنوان أجنبي= and |عنوان مترجم= تكرر أكثر من مرة (help)صيانة الاستشهاد: مكان بدون ناشر (link)
- Simoyan, Hrachik (1996). [Andranik's time] (بالأرمنية). Yerevan: Kaisa. {{استشهاد بكتاب}}: |trans-title= بحاجة لـ |title= أو |script-title= (help) and الوسيط |عنوان أجنبي= and |عنوان مترجم= تكرر أكثر من مرة (help)
- Aghayan, Tsatur (1997). Андраник и его эпоха [Andranik and his era] (بالأرمنية). Moscow: Международный гуманитарный фонд арменоведения им. Ц. П. Агояна. ISBN:5-7801-0050-0.
- Grigoryan, Ashot, ed. (2002–2004). "none". Անդրանիկագիտական Հանդես Andranikological Review (بالأرمنية). Yerevan.
- Simonyan, Ruben (2006). [Andranik: The Siberian company's odyssey] (بالأرمنية). Yerevan: Voskan Yerevantsi. OCLC:76872489. {{استشهاد بكتاب}}: |trans-title= بحاجة لـ |title= أو |script-title= (help) and الوسيط |عنوان أجنبي= and |عنوان مترجم= تكرر أكثر من مرة (help)
- Andreasyan, Vazken (1982). [hy:Անդրանիկ] (بالأرمنية). Beirut, Lebanon: Tonikyan https://web.archive.org/web/20181014045322/https://upload.wikimedia.org/wikipedia/commons/2/23/Vazken_Andréassian_-_Վազգէն_Անդրէասեան_-_1982_-_Անդրանիկ_–_Պետրոս_Մարզպանեան.pdf. Archived from the original (PDF) on 2018-10-14. {{استشهاد بكتاب}}: |trans-title= بحاجة لـ |title= أو |script-title= (help) and |مسار أرشيف= بحاجة لعنوان (help)